# テヘラン州の観光名所一覧

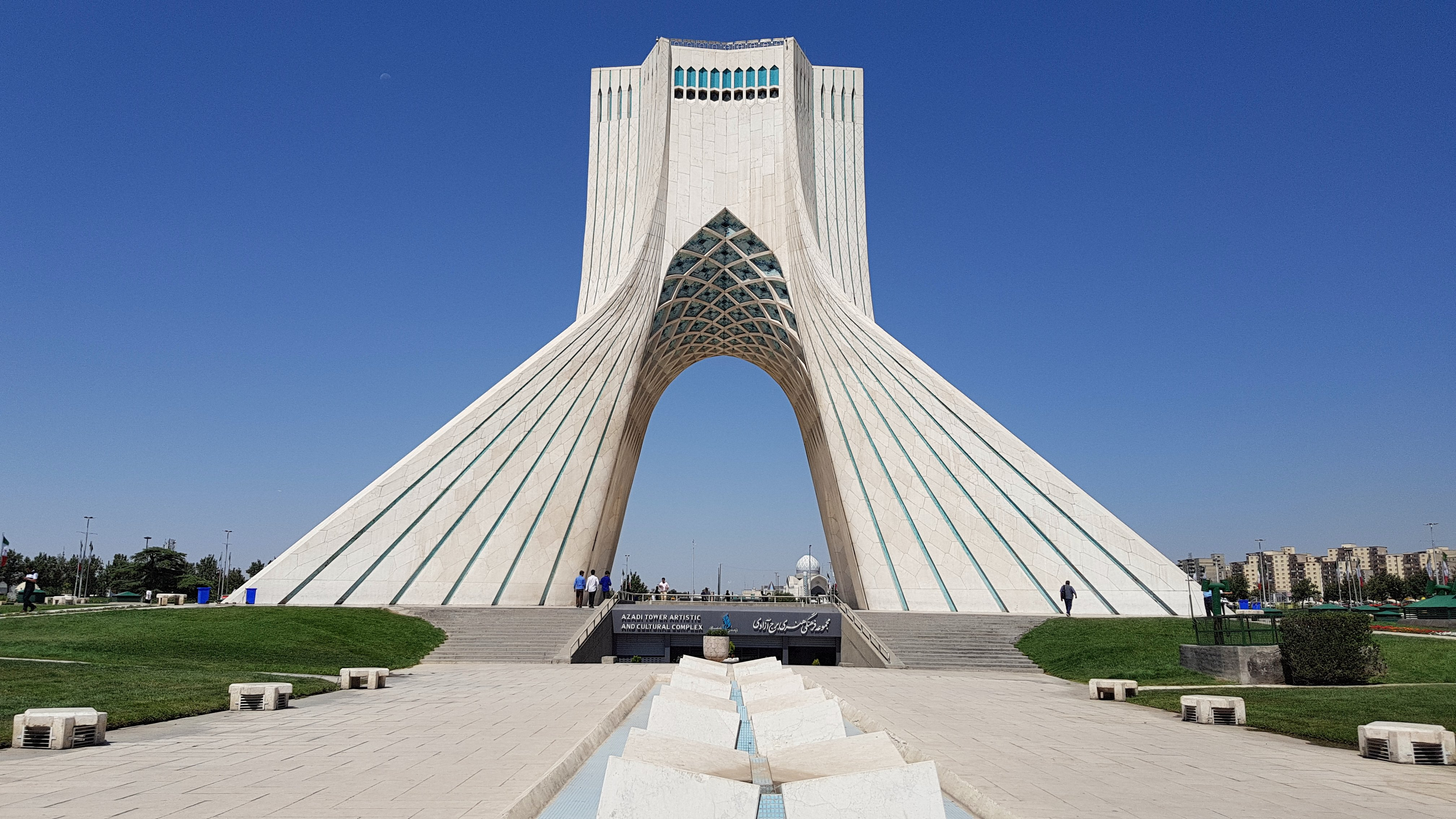
アザディ・タワー

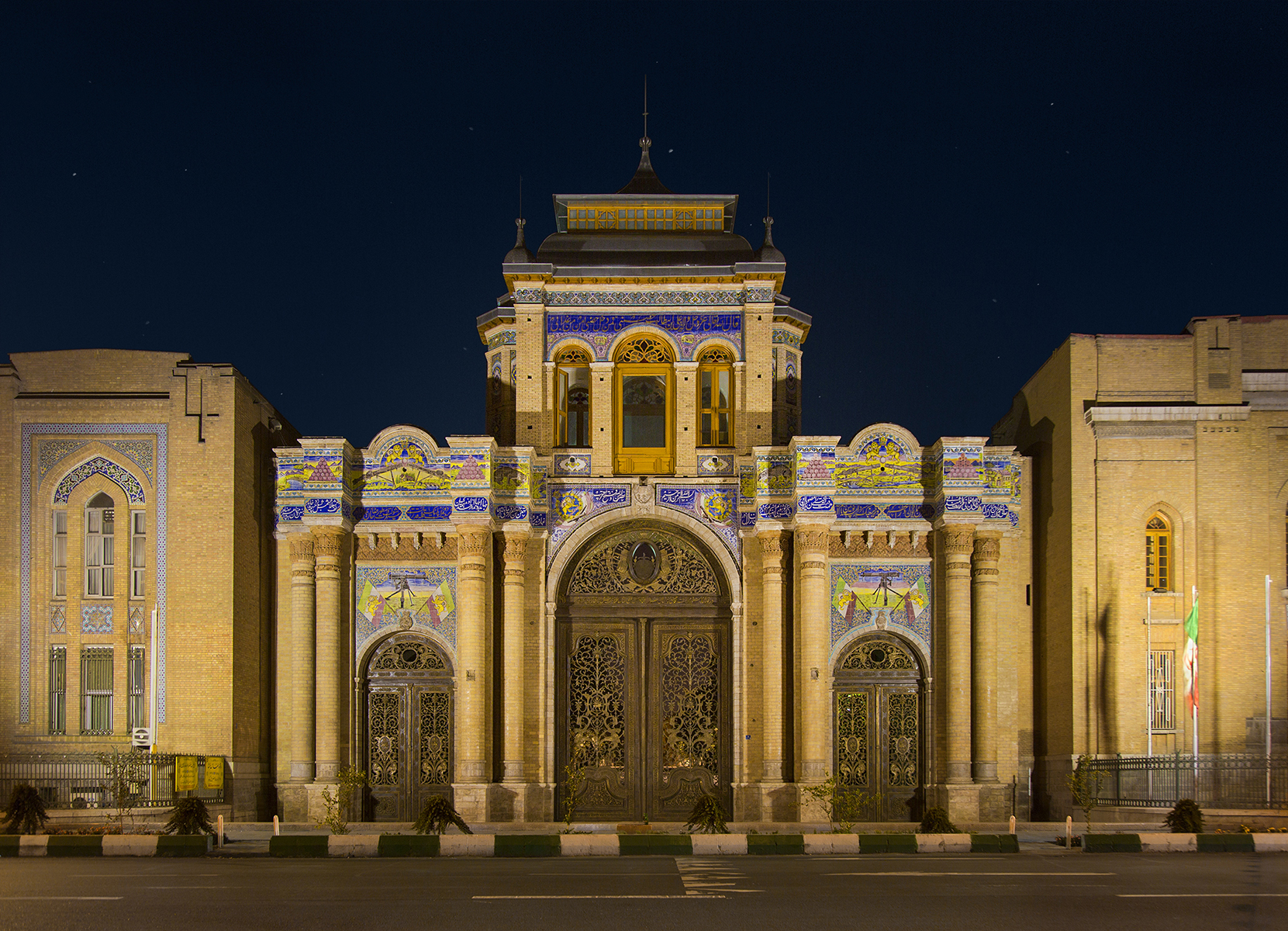
ナショナルガーデンゲート

イラン・イスラム共和国テヘラン州の観光名所のリストは次のとおりである。

## 文化的観光名所

### 歴史的観光名所

#### 博物館と宮殿
- ゴレスターン宮殿
  - 大理石の玉座
  - Shams-ol-Emareh
  - テヘラン人類学博物館
- サーダーバードコンプレックス

- - ボストン美術館（fa）
  - テヘラン軍事博物館（ fa ）

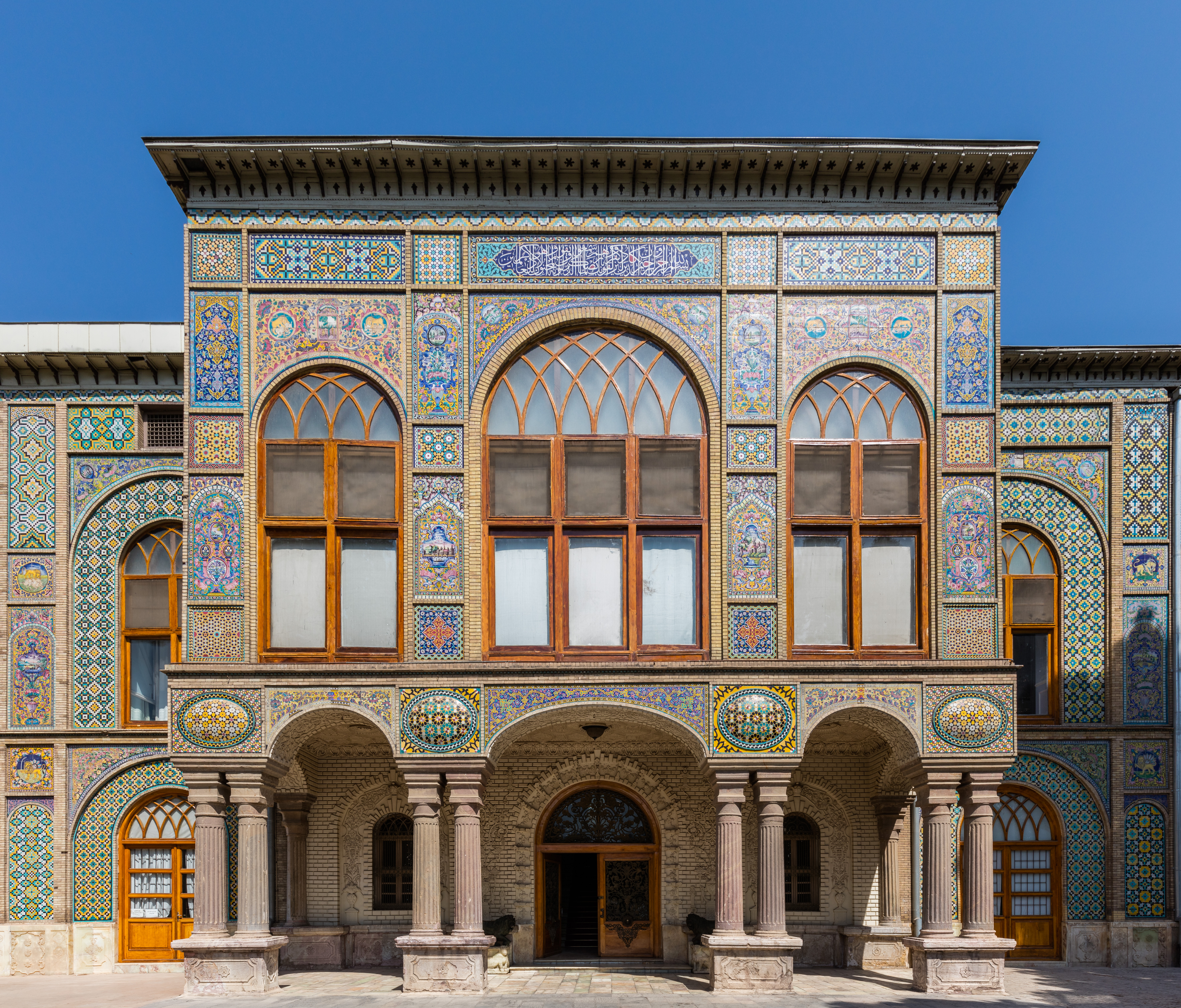
ゴレスターン宮殿

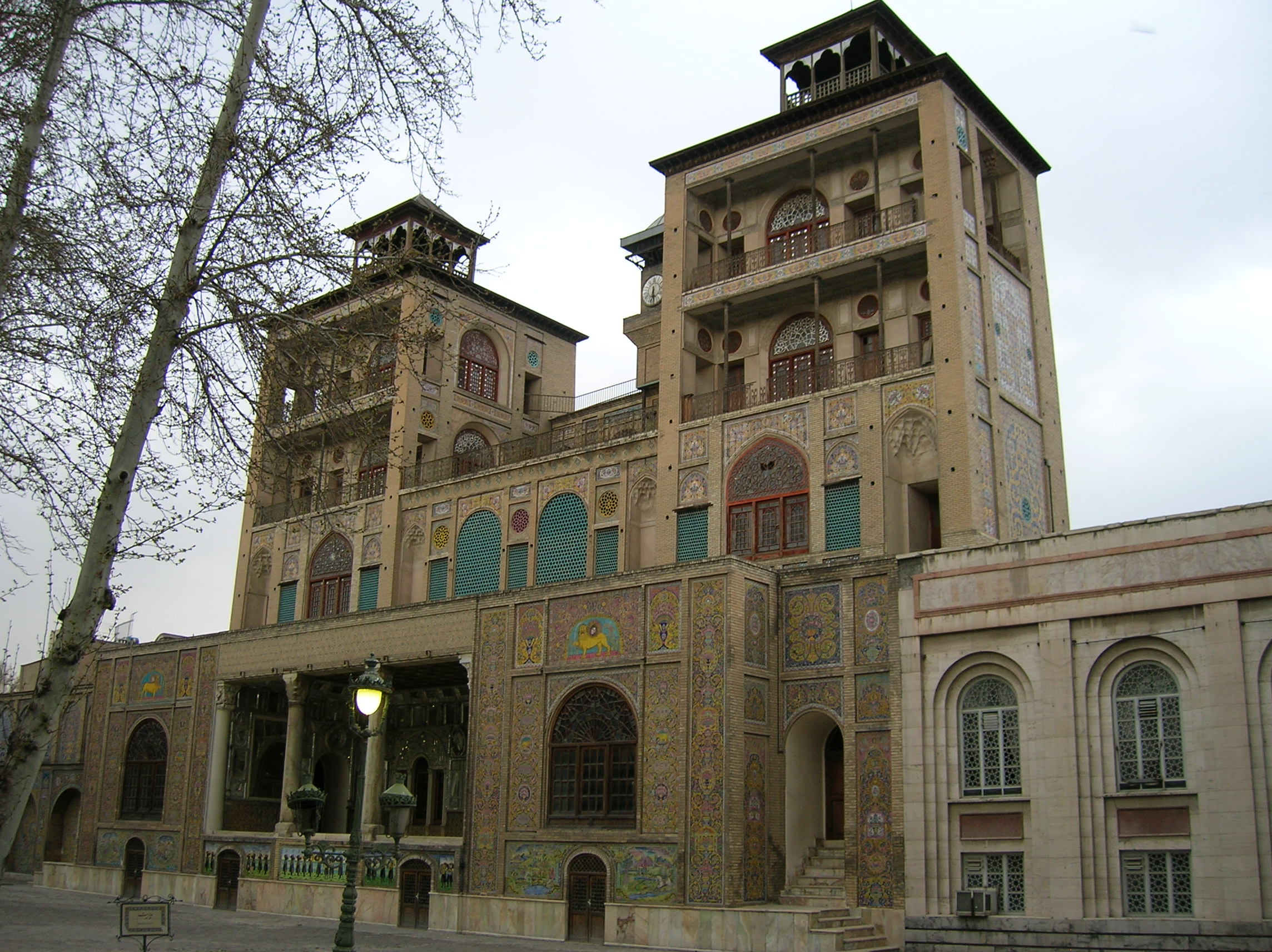
Shams-ol-Emareh

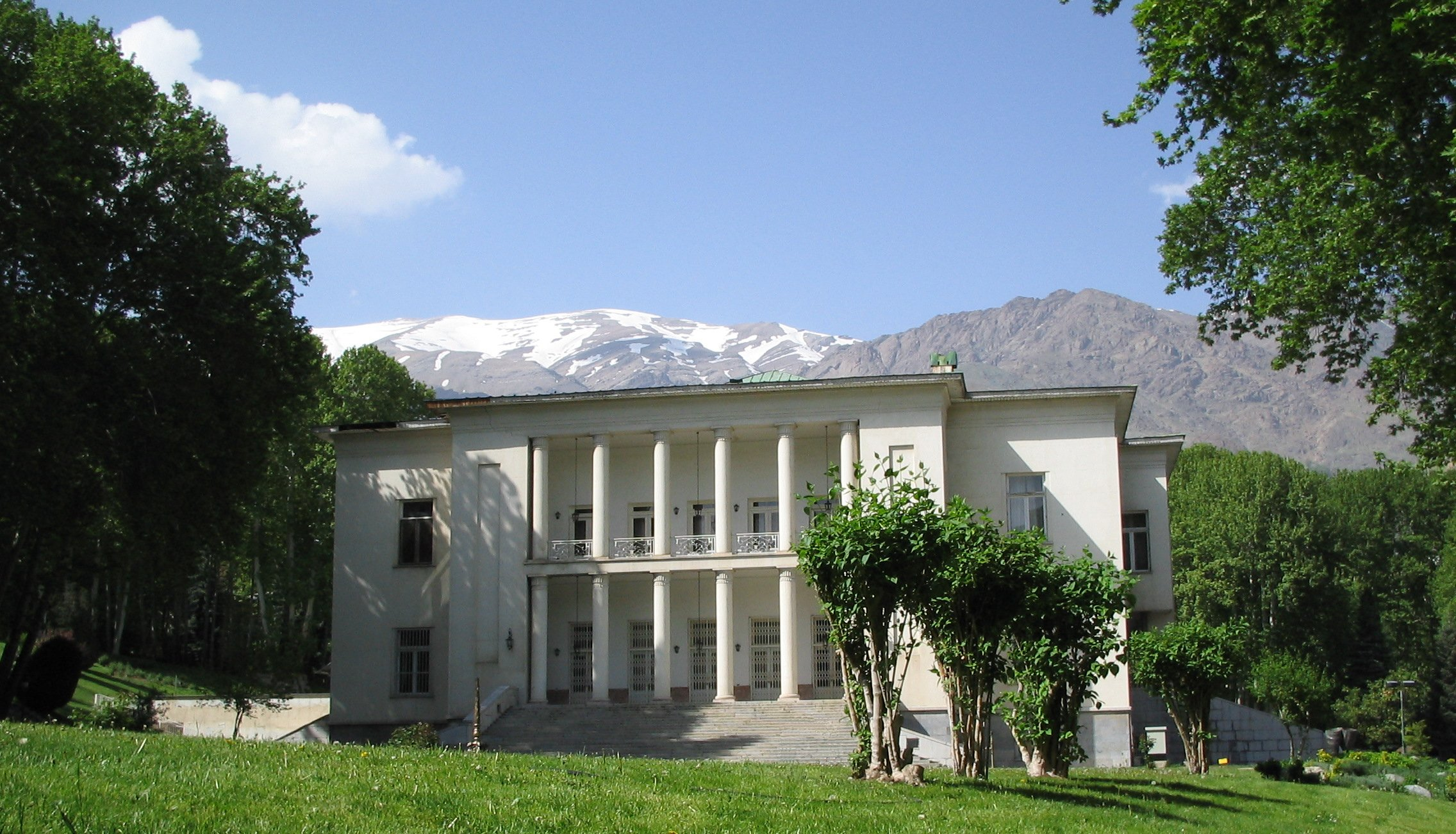
サーダーバードホワイトパレス

  - クララアブカーのミニチュア博物館（ fa ）
- ニアバランコンプレックス
  - サヘブガラニエ宮殿 （ fa ）

- - アフマド・シャーパビリオン
  - ジャハンナマ博物館（ fa ）
- サルタナタバード宮殿（ fa ）
- バハレスタン宮殿
- ネガレスタン宮殿（ fa ）
- フェルドウス宮殿

- ソレイマニエ宮殿（ fa ）
- マソウディエ宮殿（ fa ）

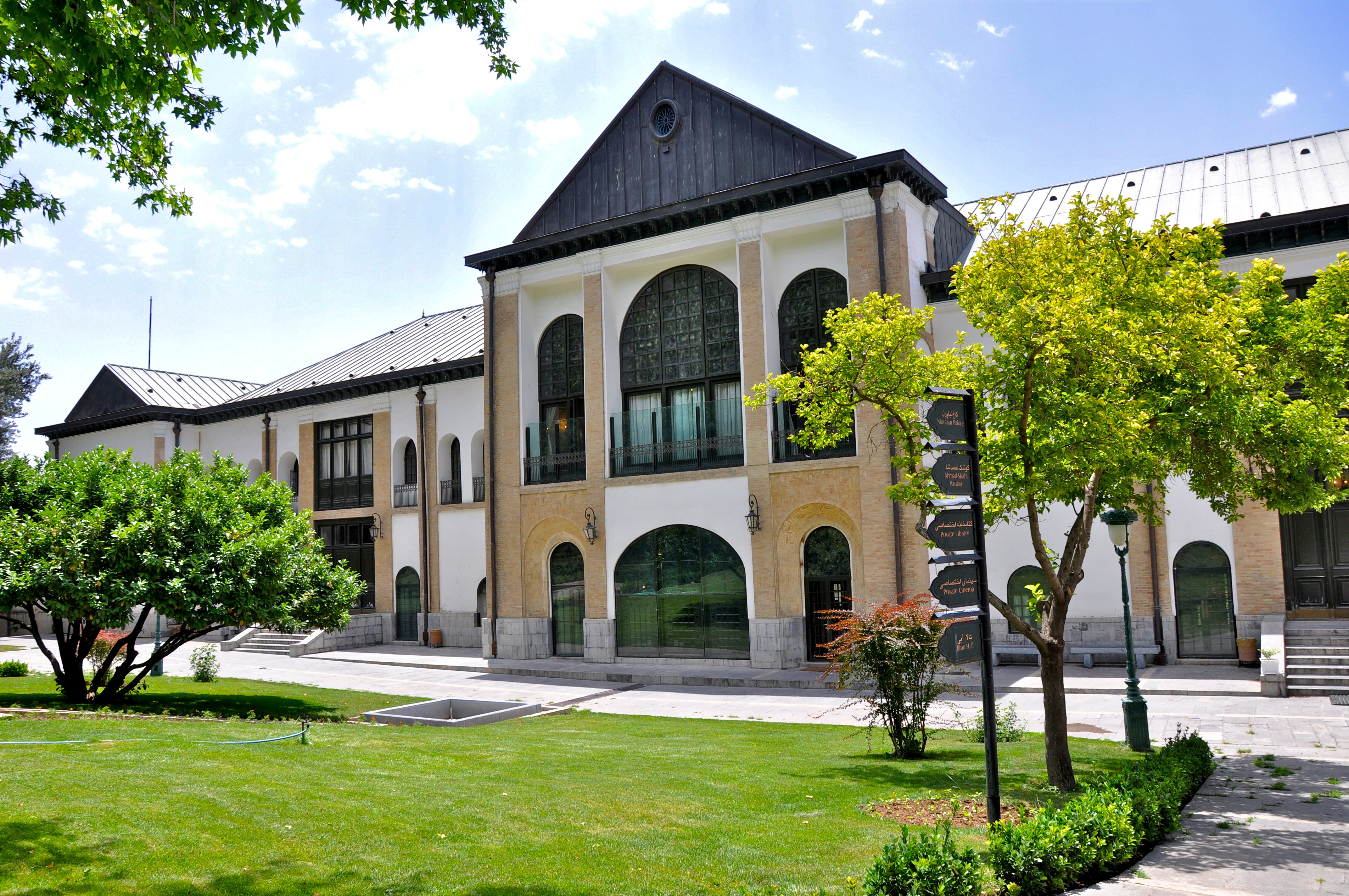
サヘブガラニエ宮殿

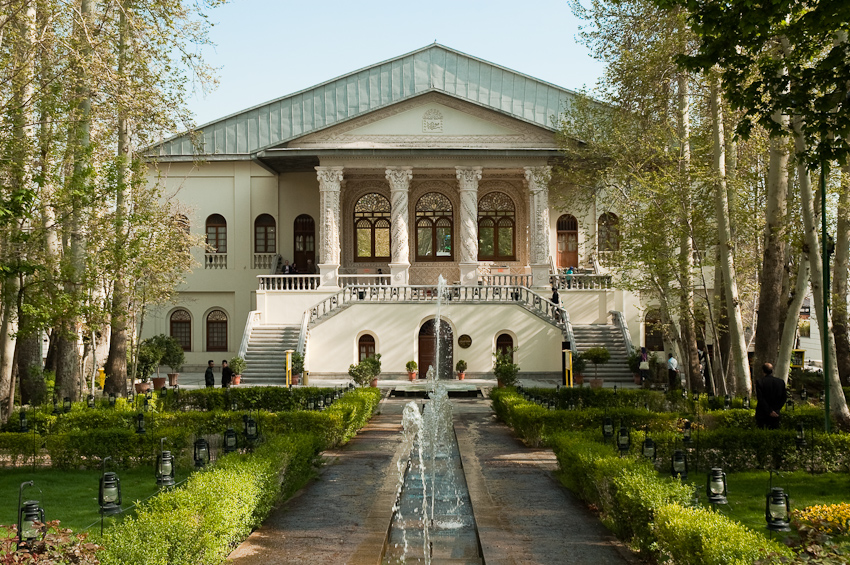
フェルドウス宮殿

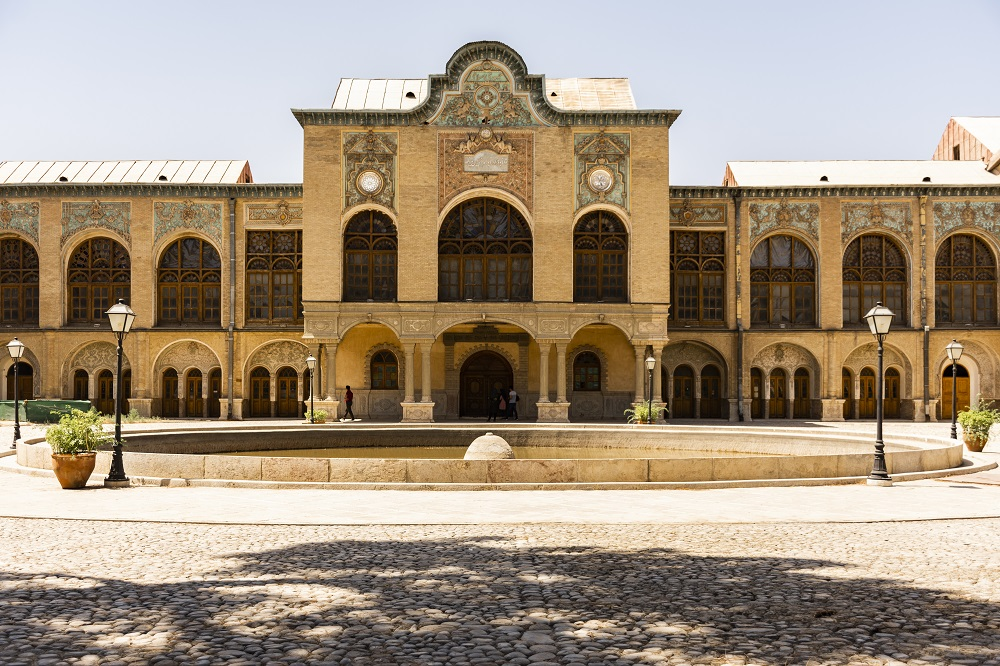
マソウディエ宮殿

- ニザーミーヤ宮殿（ fa ） （現在は取り壊されている）
- ミジディエ宮殿（ fa ）
- ファラハバード宮殿（ fa ）
- エシュラタバット宮殿（ fa ）
- ヤグートパレス（ fa ）
- マーブルパレス

- パールパレス
- シャーレスタナク宮殿（ fa ）
- ダラバードパレス（ fa ）

- イラン国立博物館

- - 古代イラン博物館
    - ソルトマン
    - パルティアの貴族の像
    - ハサンルのゴールデンボウル

  - イスラム時代の博物館（ fa ）
- インペリアルジュエリーミュージアム
  - イランの戴冠宝器
  - ナーディルの玉座
  - 太陽の玉座
  - キアニクラウン
  - パフラヴィー朝
  - 皇后両陛下
  - ナーディル・シャーの剣
  - ゴールデンベルト
  - ダルヤーイェヌール
  - Noor-ul-Ain

- テヘラン現代美術館

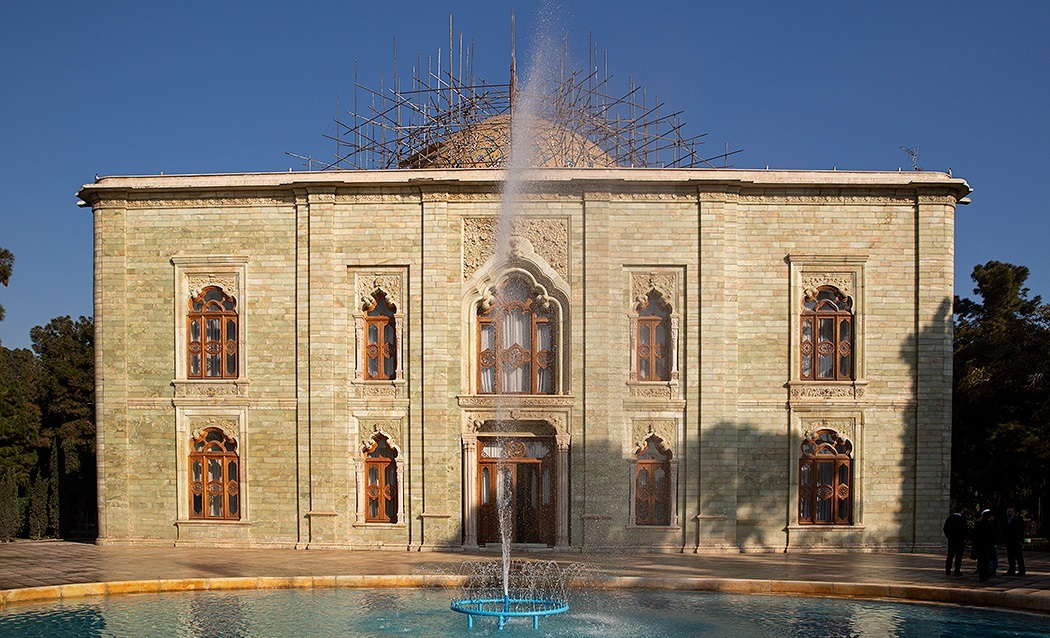
マーブルパレス

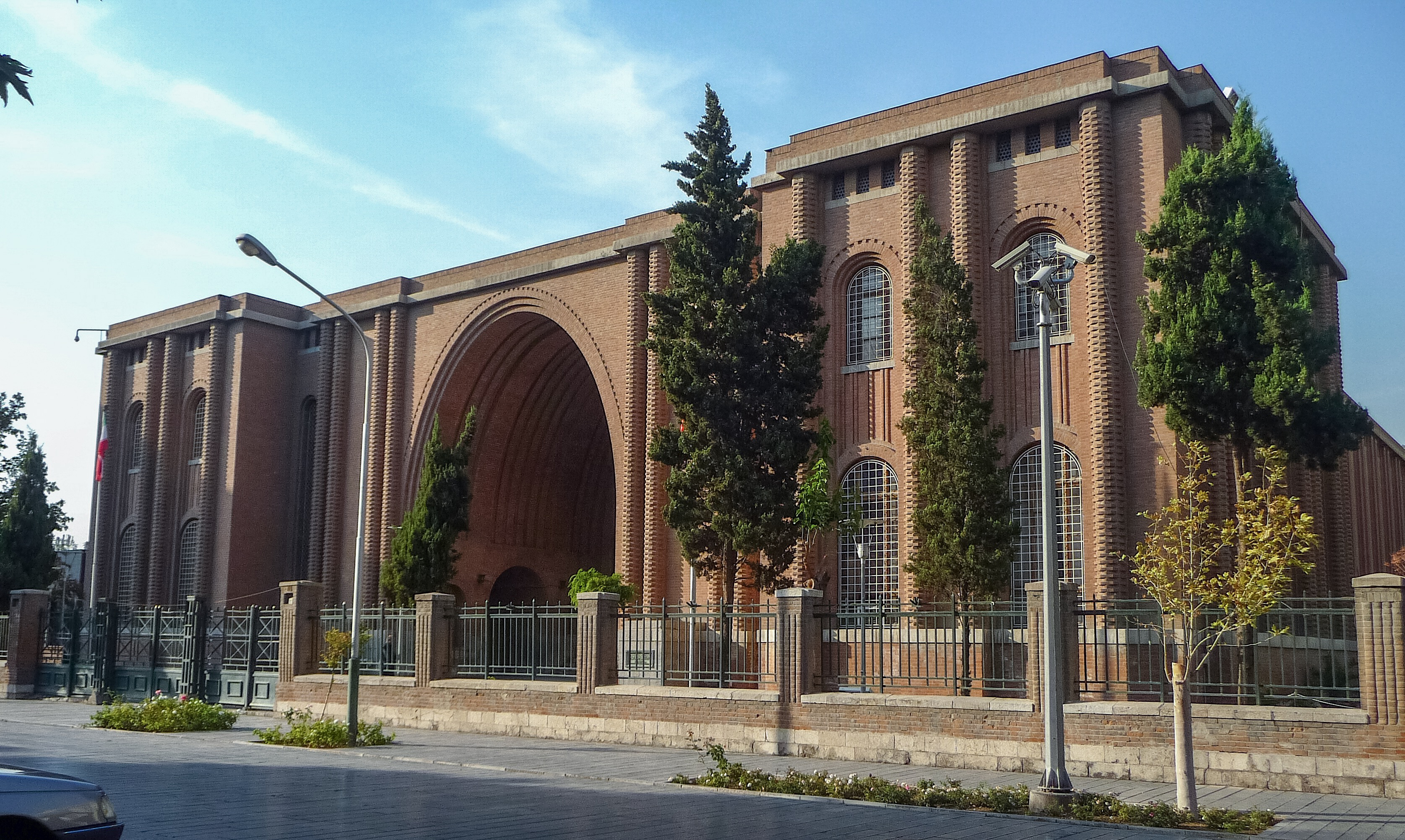
イラン国立博物館

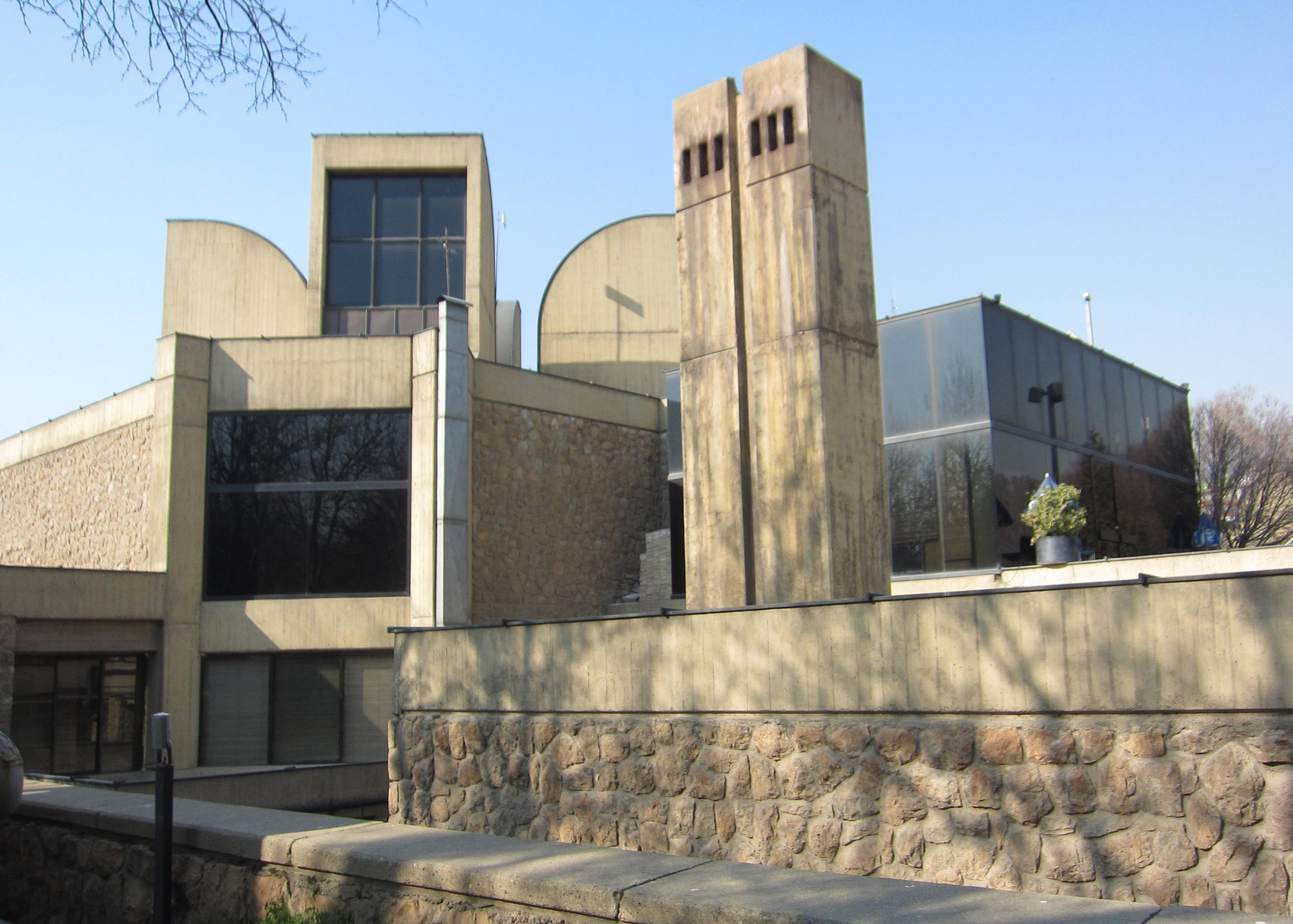
テヘラン現代美術館

  - テヘラン現代美術館パーマネントコレクション
- マレク国立図書館
- イラン絨毯博物館
- レザー・アッバーシー美術館
- アブギーネ博物館

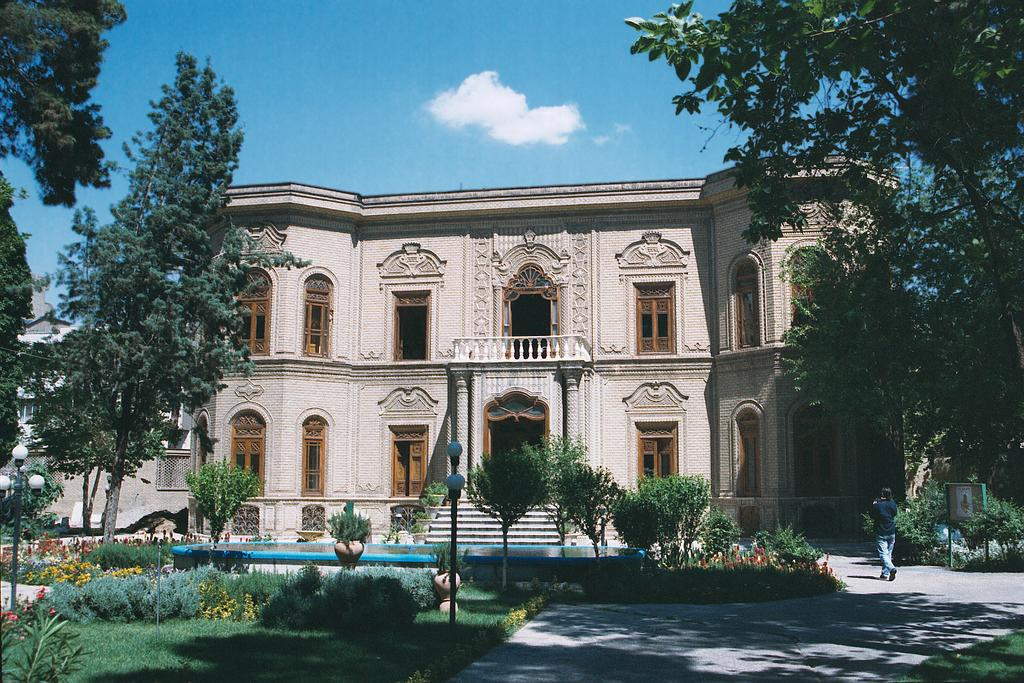
アブギーネ美術館

- Qasr Qajar Garden-美術館（ fa ）
- イランの議会（バハレスタン） （ fa ）
- イラン映画博物館
- イラン音楽博物館（ fa ）
- イラン新聞国立博物館（ fa ）
- アザディ博物館
- イラン美術家の家（ fa ）
- アルダックマヌーキアン大司教イランアルメニア人博物館（ fa ）
- イラン科学技術博物館（ fa ）
- 国立医学博物館歴史
- コミュニケーション博物館（ fa ）
- 電気産業博物館（ fa ）
- イラン国立自動車博物館
- テヘランコイン博物館（ fa ）
- マネーミュージアム（ fa ）
- 歴史博物館（ fa ）
- タイム・ミュージアム（ ru ）

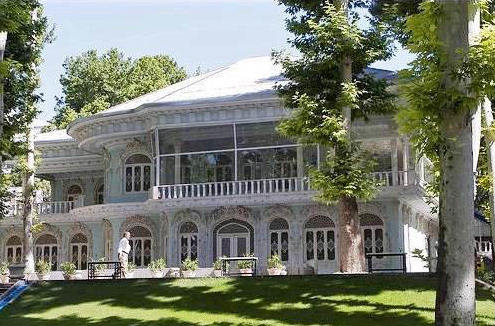
タイム・ミュージアム

- 本とイランの書かれた遺産の博物館（ fa ）
- イラングラフィックミュージアム（ fa ）
- ダラバード自然史博物館（ fa ）
- テヘラン生物多様性博物館（ fa ）
- Sorkheh-Hesar野生生物博物館（ fa ）
- ハイクミルザヤンの昆虫博物館
- 装飾美術館（ fa ）
- ラッサムアラブザデカーペット博物館（ fa ）
- 獅子と太陽の博物館（サナティ博物館） （ fa ）
- ステンドグラス博物館（ fa ）
- 写真美術館（ fa ）
- Safir Office Machines Museum
- ヘサビ博士の家博物館
- 家-サバ博物館（ fa ）
- 家-モガダム博物館（ fa ）
- イラン美術館庭園
- ヴァジリガーデン-美術館（ fa ）
- テヘラン平和博物館
- 聖防衛博物館
- 殉教者博物館（ fa ）
- コーラン博物館（ fa ）

#### バザールとキャラバンサライ
- テヘラン大バザール
- Owdelajan
- レイバザール（ fa ）
- タージリッシュバザール（ fa ）

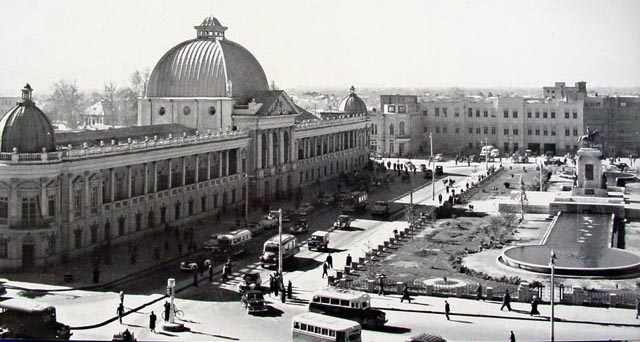
1950年代のトゥープハーネ広場

- Qavam od-Dowleh Bazaar （ fa ）
- ラレーザー通り
- ナセルコスローストリート（ fa ）
- バブエホマユン通り（ fa ）
- ベルリン通り（ fa ）
- マービ・ア（ fa ）
- Bagh-e Sepahsalar Street （ fa ）
- ハナトキャラバンサライ（ fa ）
- レイキャラバンサライ（ fa ）

#### 古い広場
- トュープハーネ広場
- アルク広場 （ fa ）
- サブゼメイダン（緑の広場）
- モハマディエ広場（処刑広場）
- バハレスタン広場
- パレード広場

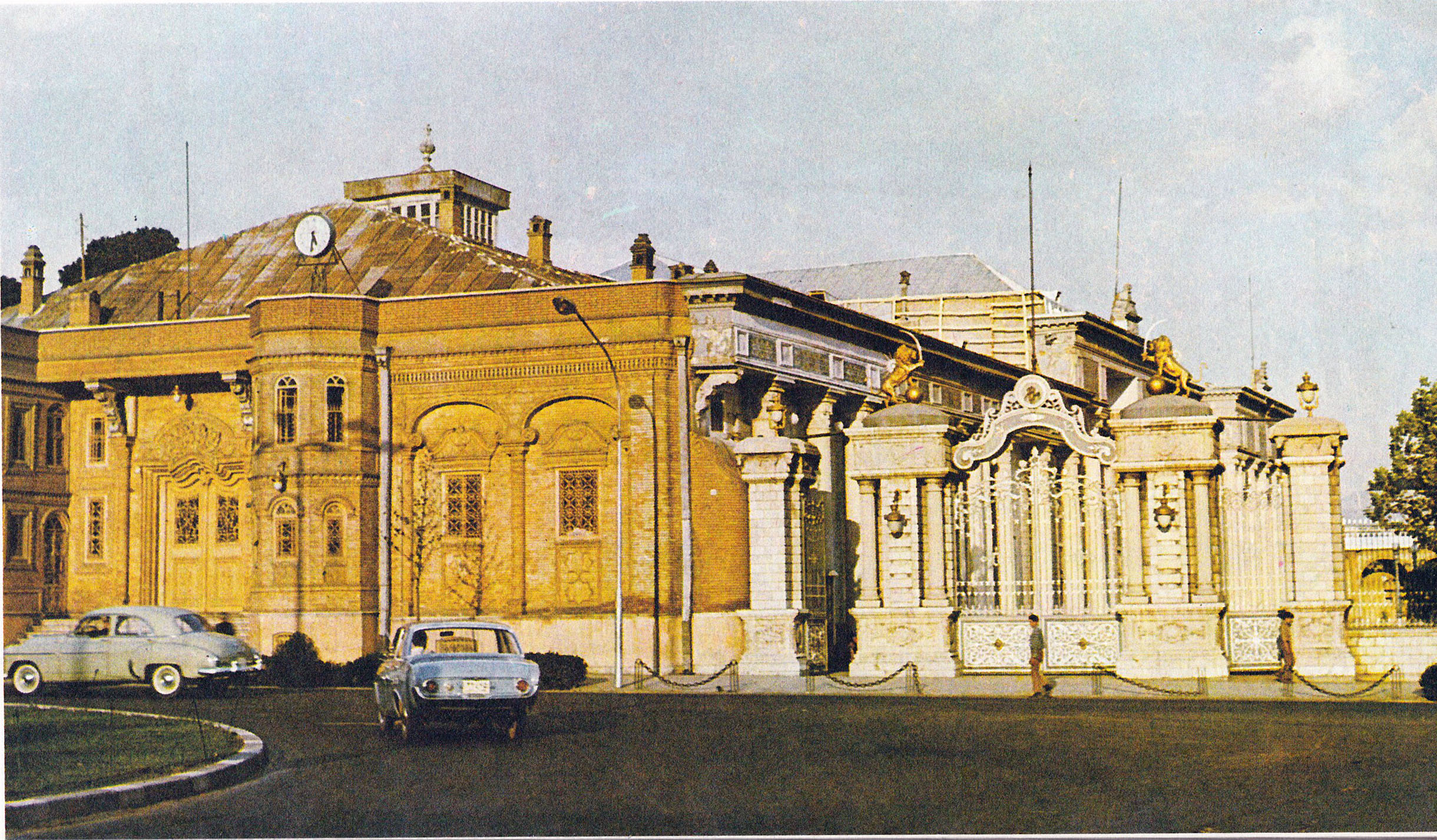
バハレスタン広場の古い議会の入り口

- バーゲ・シャー広場 （ fa ） （ fa ）

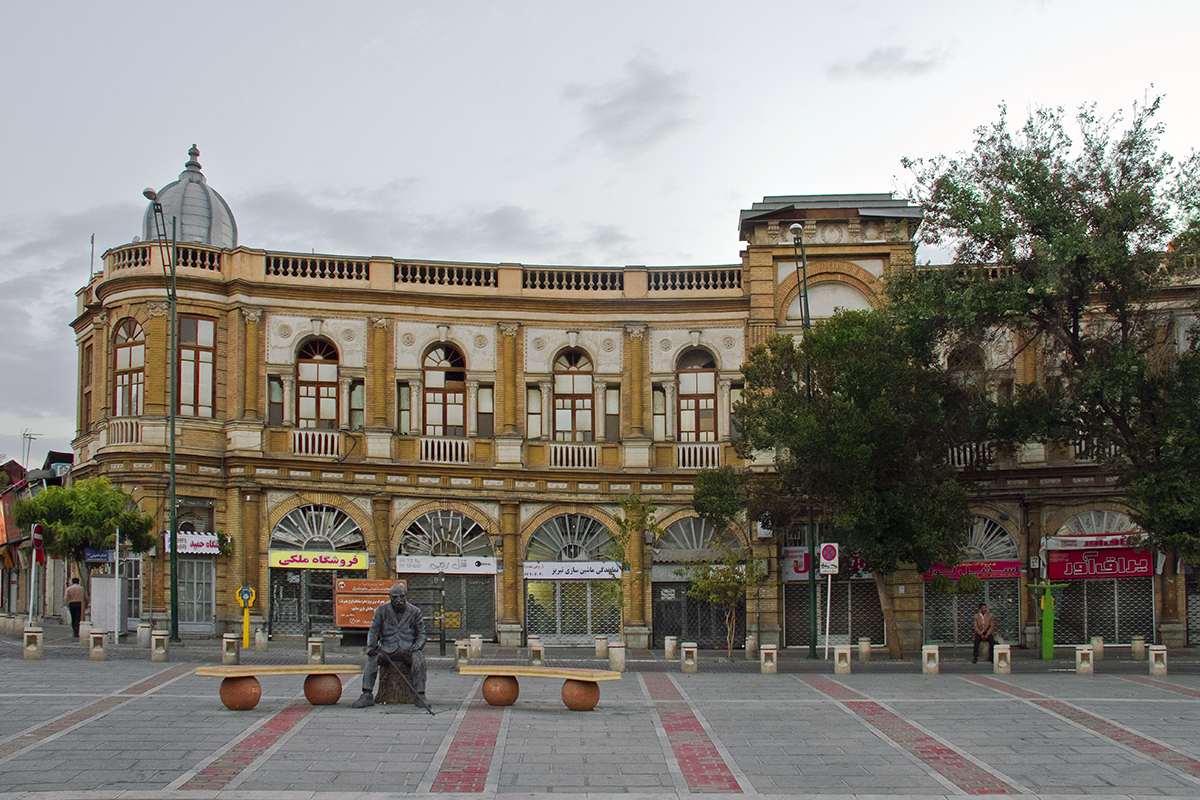
ハサナバードスクエア

- ハサナバード広場

- ラーアハン広場
- フェルドウシ広場（ fa ）
- シャヒャッドスクエア
- タジュリシュ広場（ fa ）

#### 歴史的建造物
- 国立庭園
  - ペルシャコサック旅団の本部（ fa ）
  - テヘラン中央郵便局（ fa ）
  - テヘラン警察本部（ fa ）
  - イラン国営石油会社の本部
  - イラン国立博物館
  - イラン国立図書館
  - 外務省ビル
  - オフィサーズクラブ（ fa ）
  - マレク国立図書館
- テクイェ・ドウラト（現在は取り壊し済み）

- ダーロルフヌーンアカデミー
- ナジミエ病院（ fa ）
- ヴァジリ病院（ fa ）
- ペルシア帝国銀行本部（ fa ）

- イラン国立銀行本部（ fa ）

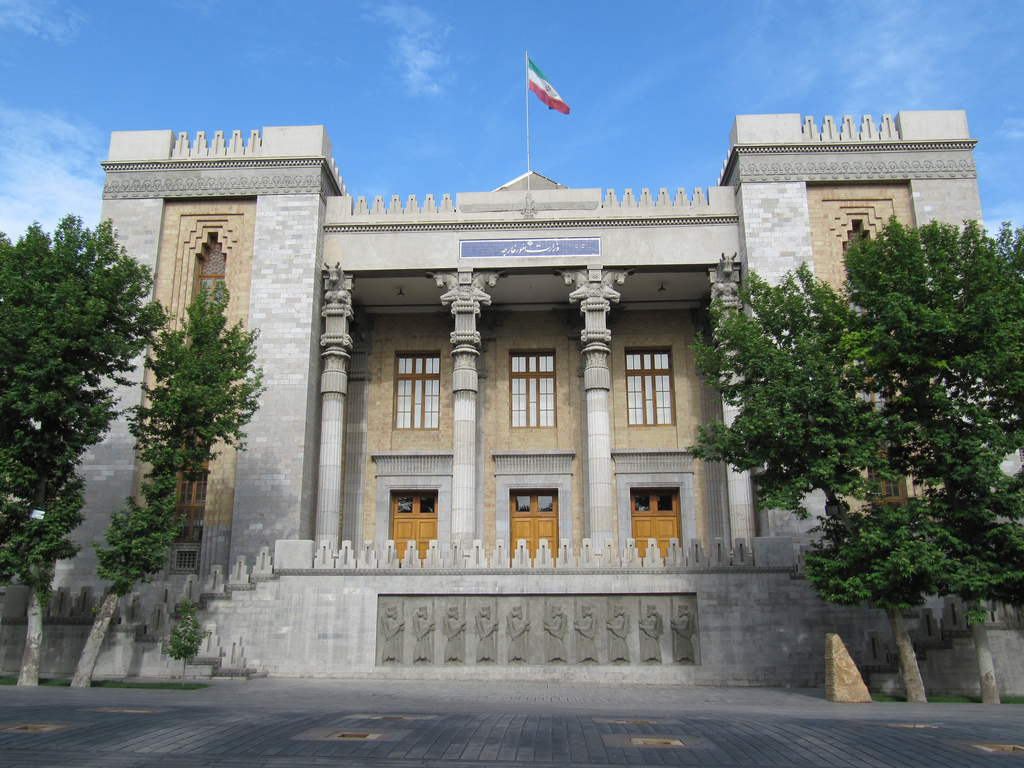
テヘラン警察本部

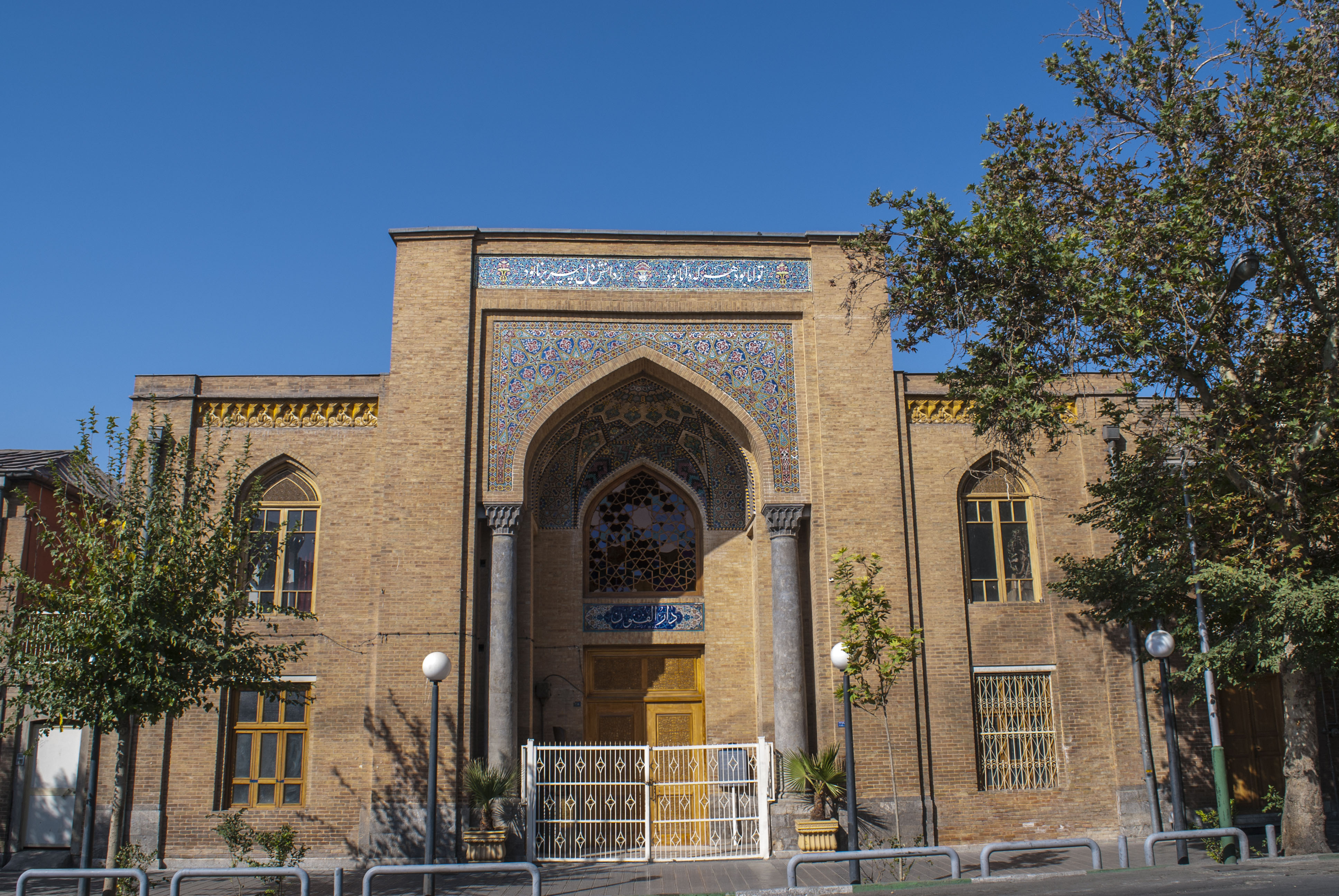
ダーロル・フヌーン

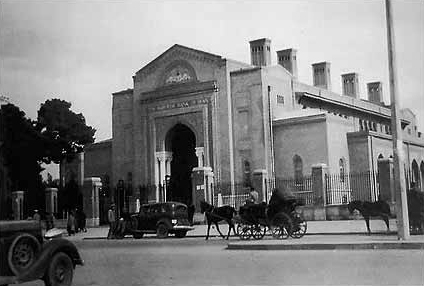
ペルシア帝国銀行

- テヘラン電信ビル（ fa ） （取り壊し済）
- テヘラン市庁舎（ fa ） （取り壊し済）
- テヘランラジオ局（ fa ） （ fa ）
- Tehran-Rey鉄道駅（Gare Machine） （ fa ）
- テヘラン駅
- 上院宮殿（ fa ）

- テヘラン最高裁判所（司法宮殿）

- イランビルの不動産登録機関（ fa ）
- イランビルの市民登録機関（ fa ）

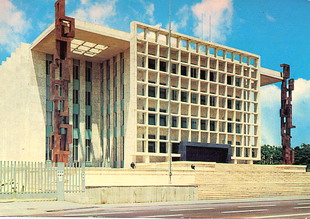
上院宮殿

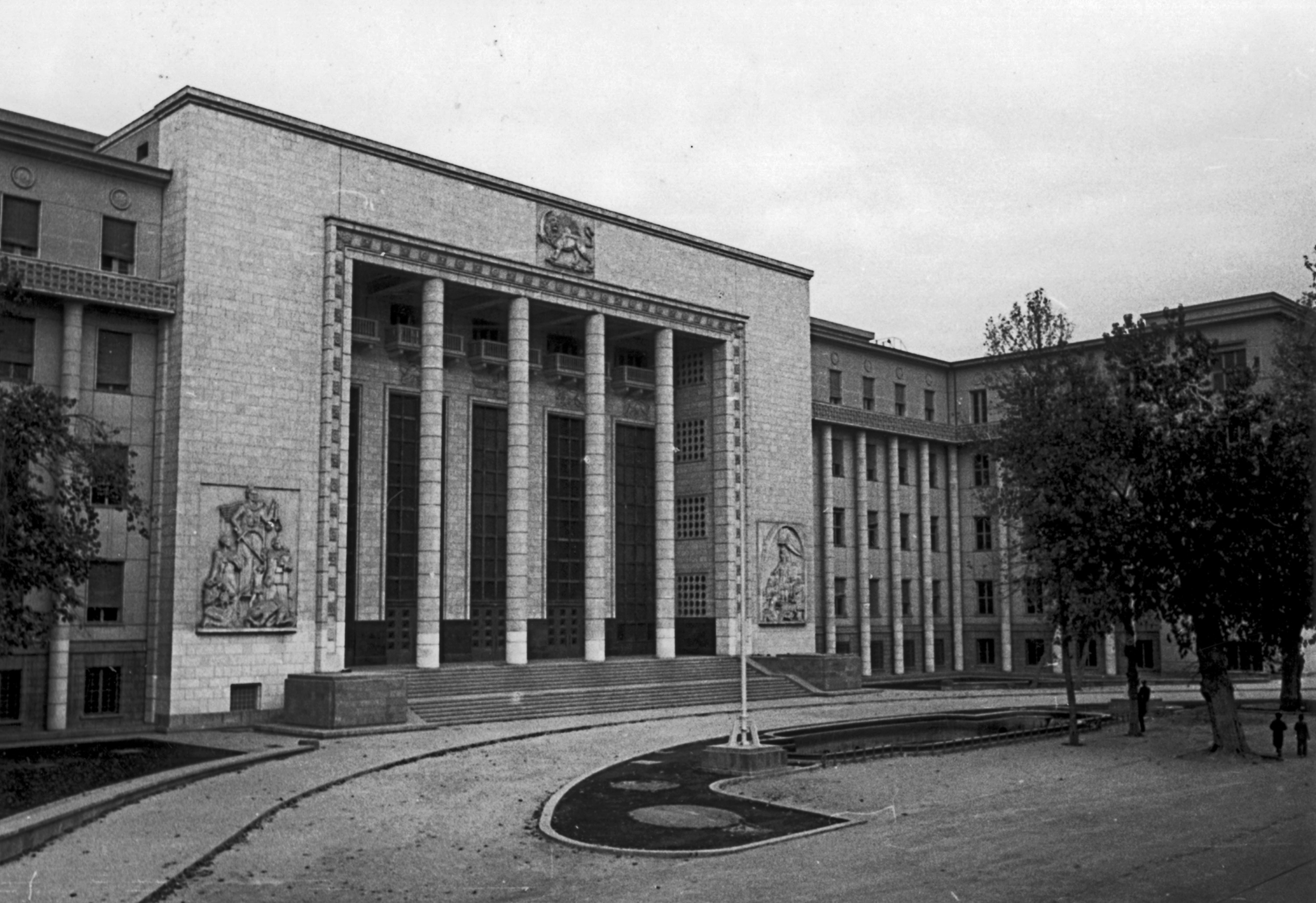
司法宮殿

- イランカーペットカンパニービル（ fa ）
- ロシア連邦大使館（アタバックガーデン） （ fa ） （ fa ）
- ロシア大使館の庭園（ザーガンデ）
- アメリカ合衆国大使館
- 英国大使館
- 英国大使館の庭園（コルハック） （ fa：باغوسفارتانگلستان：fa ）
- ドイツ大使館（ fa ）
- ドイツ大使館の庭園（Pol-e Rumi）
- フランス大使館（ fr ）
- イタリア大使館（ fa ）
- イタリア大使館の庭園（ファーマニー） （ fa ）
- デンマーク大使館（ fa ）
- トルコ大使館（ fa ）
- トルコ大使館の庭園（Pol-e Rumi）
- イスラエル大使館
- アルメニア大使館（ fa ）
- ジープカンパニービル（ fa ）
- シンガーカンパニービル（ fa ）
- アルボルズ・ハイスクール

- リセ・ラジ
- ジャンヌダルク学校と教会
- セントルイススクール
- フィロズバーラム高校
- アライアンススクール
- アノシルヴァン高校（ fa ）
- テヘラングランドホテル（ fa ）
- ナデリカフェ

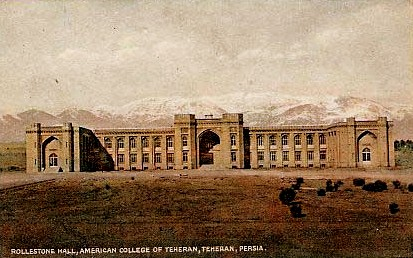
テヘランのアメリカンカレッジ（アルボルズ高校）

- シャバン・ジャファリのズールハーネ（ fa ）
- パフラヴァンプールのズールハーネ （ fa ）

#### 歴史的家屋
- Moshir od-Dowlehの家（ fa ）
- Amin os-Soltanの家 （ fa ）

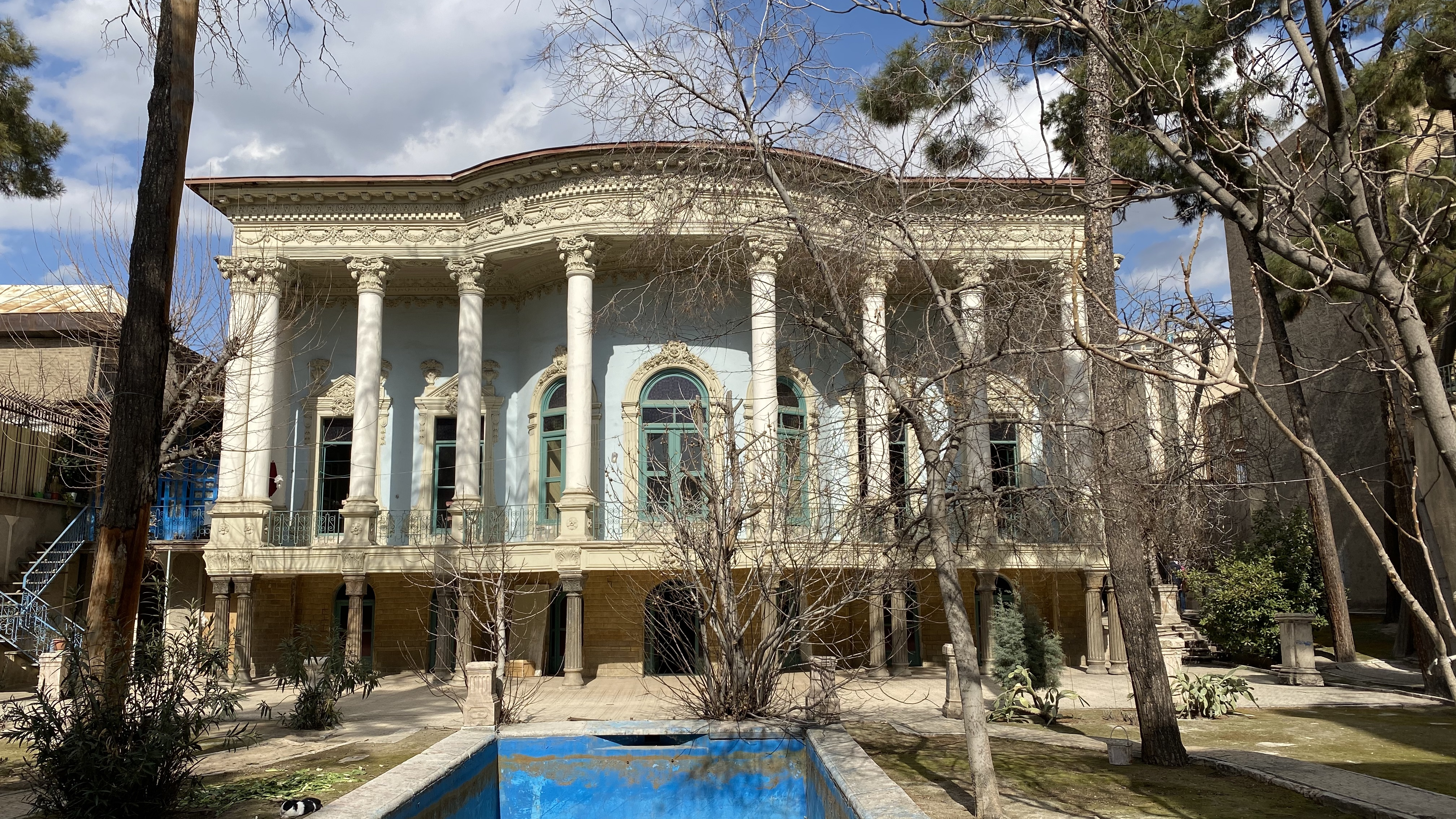
モストフフィオルママレックの家

- モストフフィオルママレックの家（ fa ）

- モストフフィオルママレックの家と庭（ fa ）
- Alam os-Saltanehの家 （ fa ）

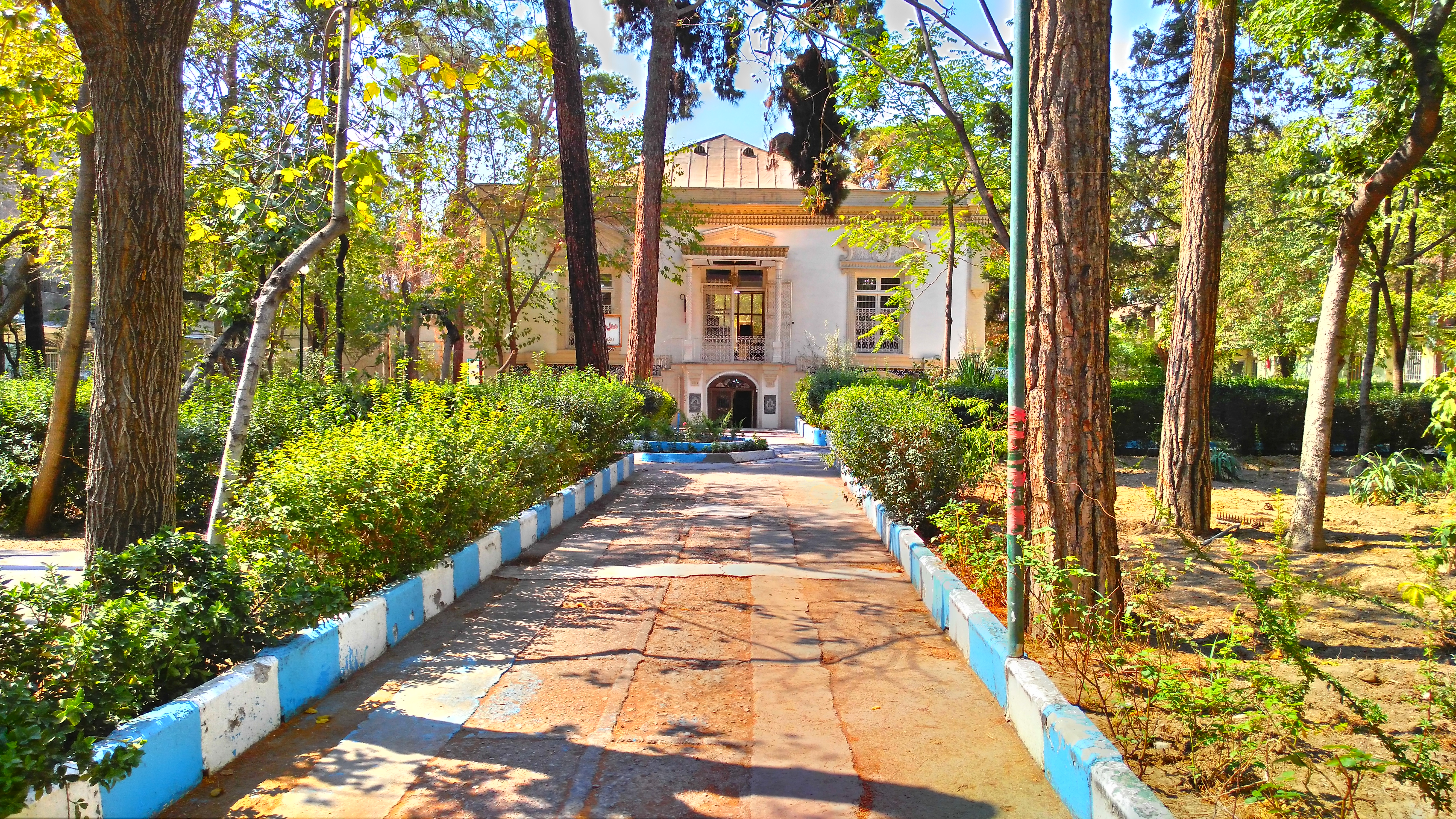
アラムos-Saltanehの家

- Fakhr ol-Moloukの家（ fa ）
- Esmat os-Saltanehの家 （ fa ）
- Amin ol-Zarbの家 （ fa ）
- Seraj ol-Molkの家（ fa ）
- ヘサム・ラシュカーの家（ fa ）
- َ Aziz os-Soltanの家（ fa ）
- Zahir ol-Eslamの家（ fa ）
- Dabir ol-Molkの家（ fa ）
- Moin ol-Tojjarの家 （ fa ）
- モタメンの家ol-Atebba （ fa ）
- Sharif ol-Olamaの家 （ fa ）
- レザ・ハーンの家（ fa ）
- Teymourtashの家（ fa ）

- シャイフ・ハザルの家（ fa ）

Teymourtashの家

- ジャファーの家-QoliKhan （ fa ）

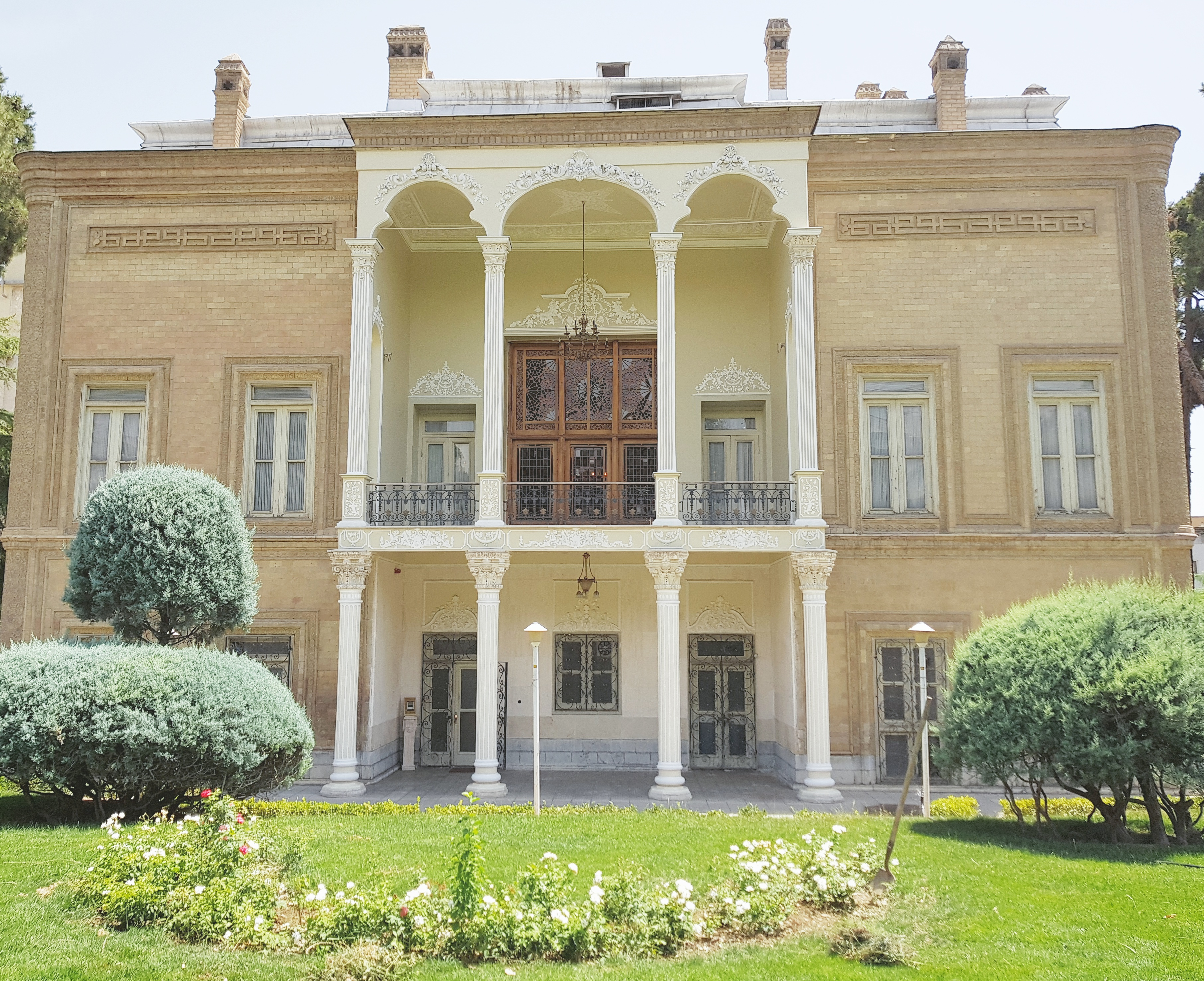
ジャファーの家-コリカーン

- Nasir od-Dowlehの家（ fa ） （ fa ）
- Fakhr od-Dowlehの家（ fa ） （ fa ）
- アニスオッドダウレの家（ fa ）
- ファゼルエラキの家（ fa ）
- ナセロッディン・ミルザ王子の家（ fa ）
- フランス大使の家（ fa ）
- アフシャールの家（ fa ）

- ヴァルタンホヴァネシアンの家（ fa ）
- ハウスオブトーマストーマス（ fa ）

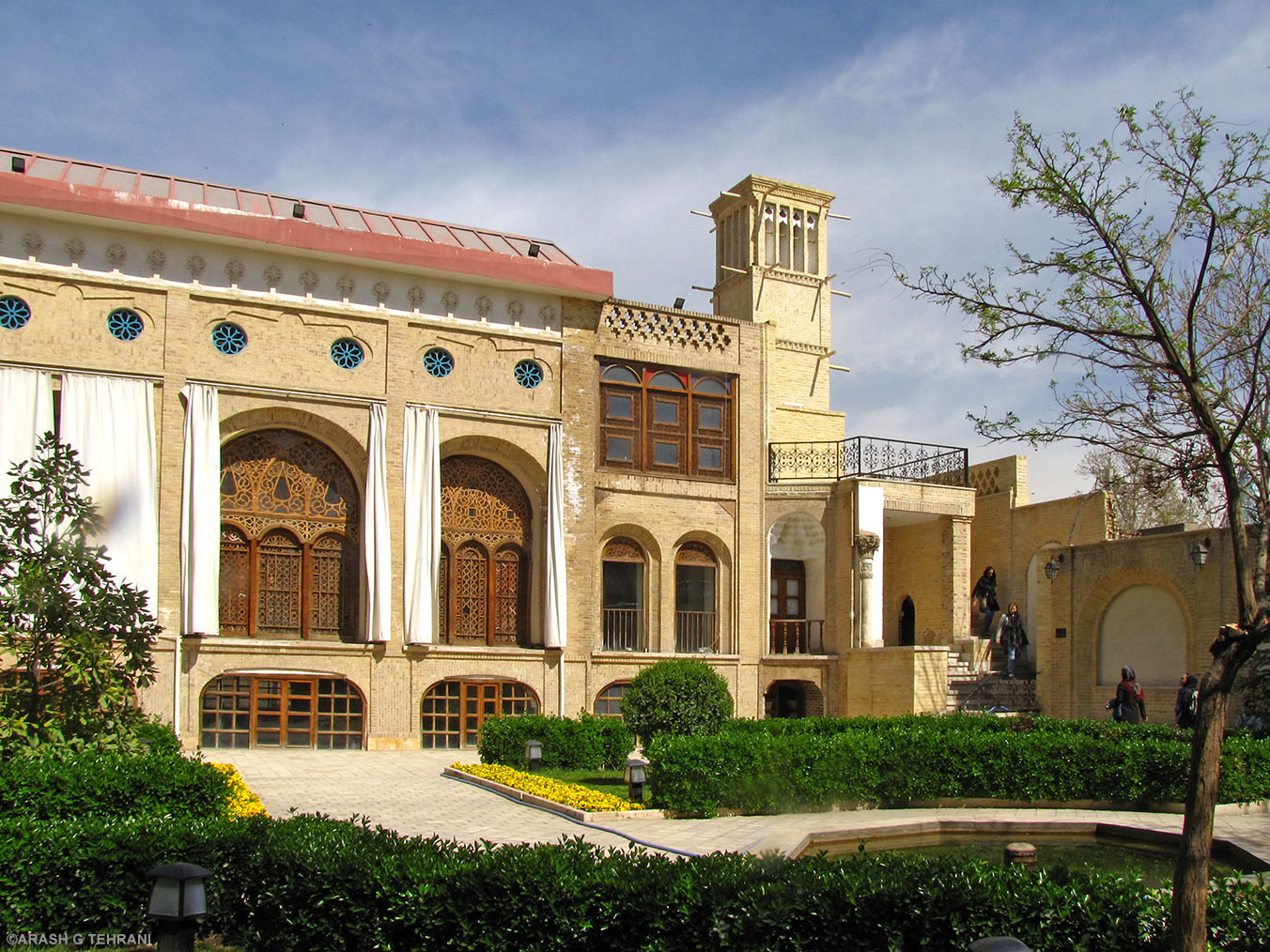
風見の家

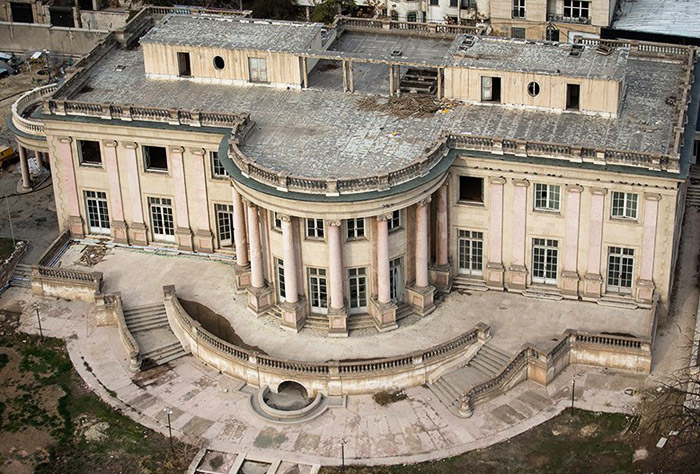
サベットの家-Passal

- シャーリアールファリボルツの家（ fa ）
- サーデグヘダヤットの家（ fa ）
- マフムード・ヘサビの家（ fa ）
- Yahya Adlの家（ fa ）
- Jalaleddin Tehraniの家（ fa ）
- ラシュカルネビスの家（ fa ）
- Haft-Tanの家（ fa ）
- エマーム・ジョメの家（ fa ）
- ファズロラ・ノウリの家（ fa ）
- アミール・バハドールの家（ fa ）
- エブテハジの家（ fa ）
- サレの家（ fa ）
- ミナエイの家（ fa ）
- シャカキの家（ fa ）
- カーゼミーの家（ fa ）
- タファゾリの家（ fa ）
- ハーンサリの家（ fa ）
- エッテハディエの家（ fa ）
- サベ・パッサルの家 （ fa ）
- ナマジの家（ナマジー村） （ fa ）

- コーシュクビル（ fa ）

#### モニュメント
- チェシュメ・アリー
- トグルルタワー
- パールカノン
- 国立庭園門
- アザディ・タワー
- ボルジェ・ミーラード
- タビアト大橋
- アブリシャム橋
- フェルドウスィーの像
- ガルシャースプ像
- モハマディエ門
- クルハーネ門

#### 城と塔

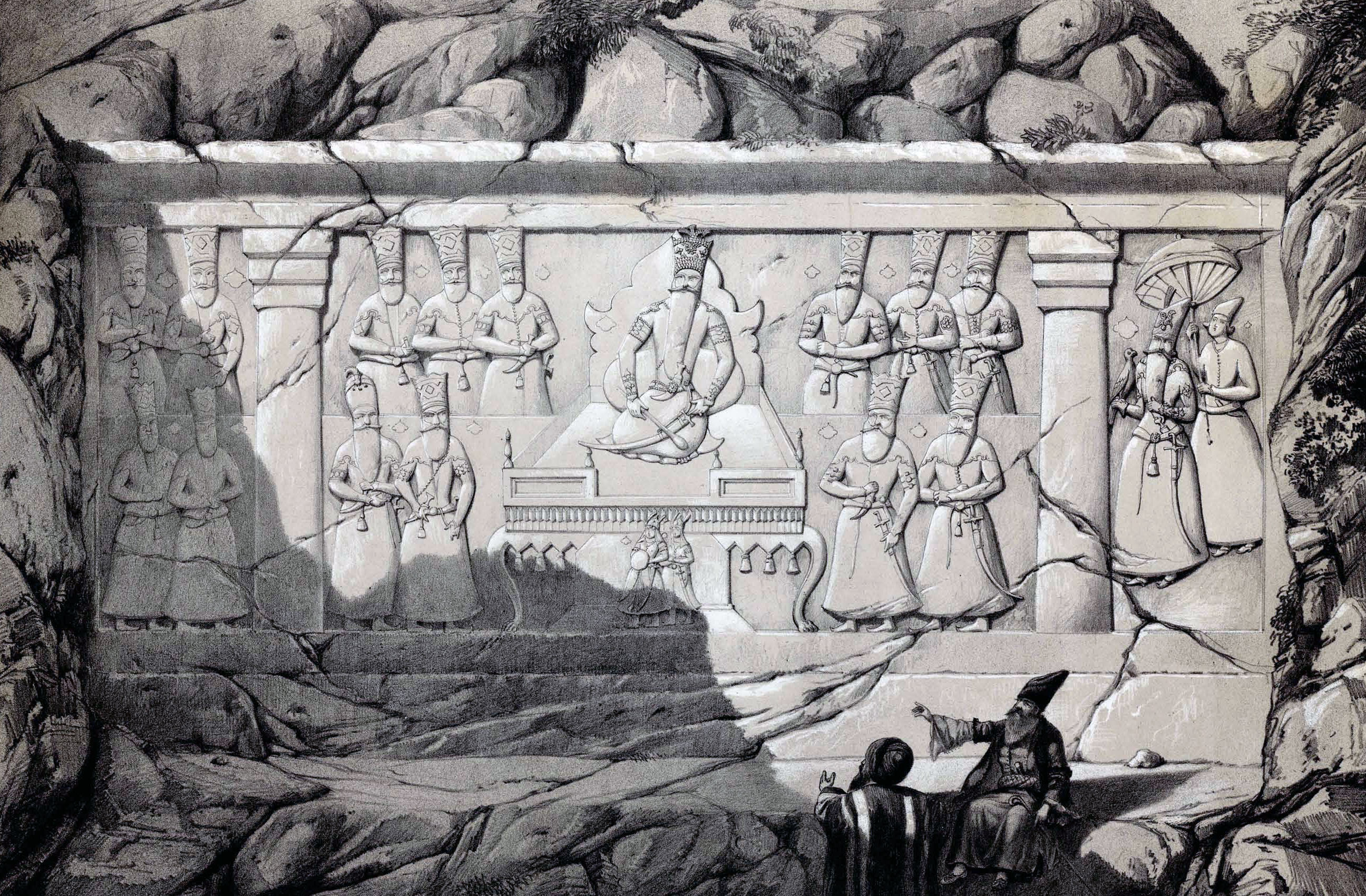
アリ・シャーのレリーフ

- イラジ城
- レイ城
- ナカレハーネタワー
- ハルーン刑務所
- ガブリ城
- ラシュカン城

## 自然の観光名所
- トーチャール
- コーラックカル（ fr ）
- Cheshmeh-Ali
- CheshmehAʽla
- タンゲサバシ
- サンガン滝

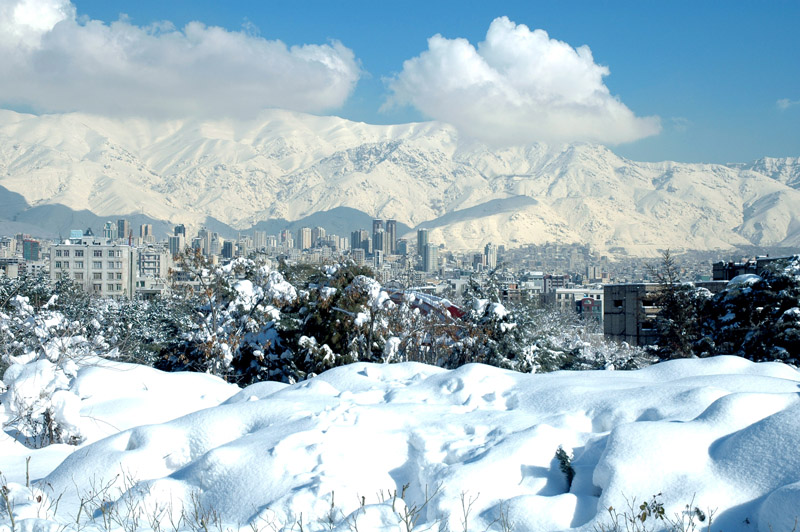
トーチャール

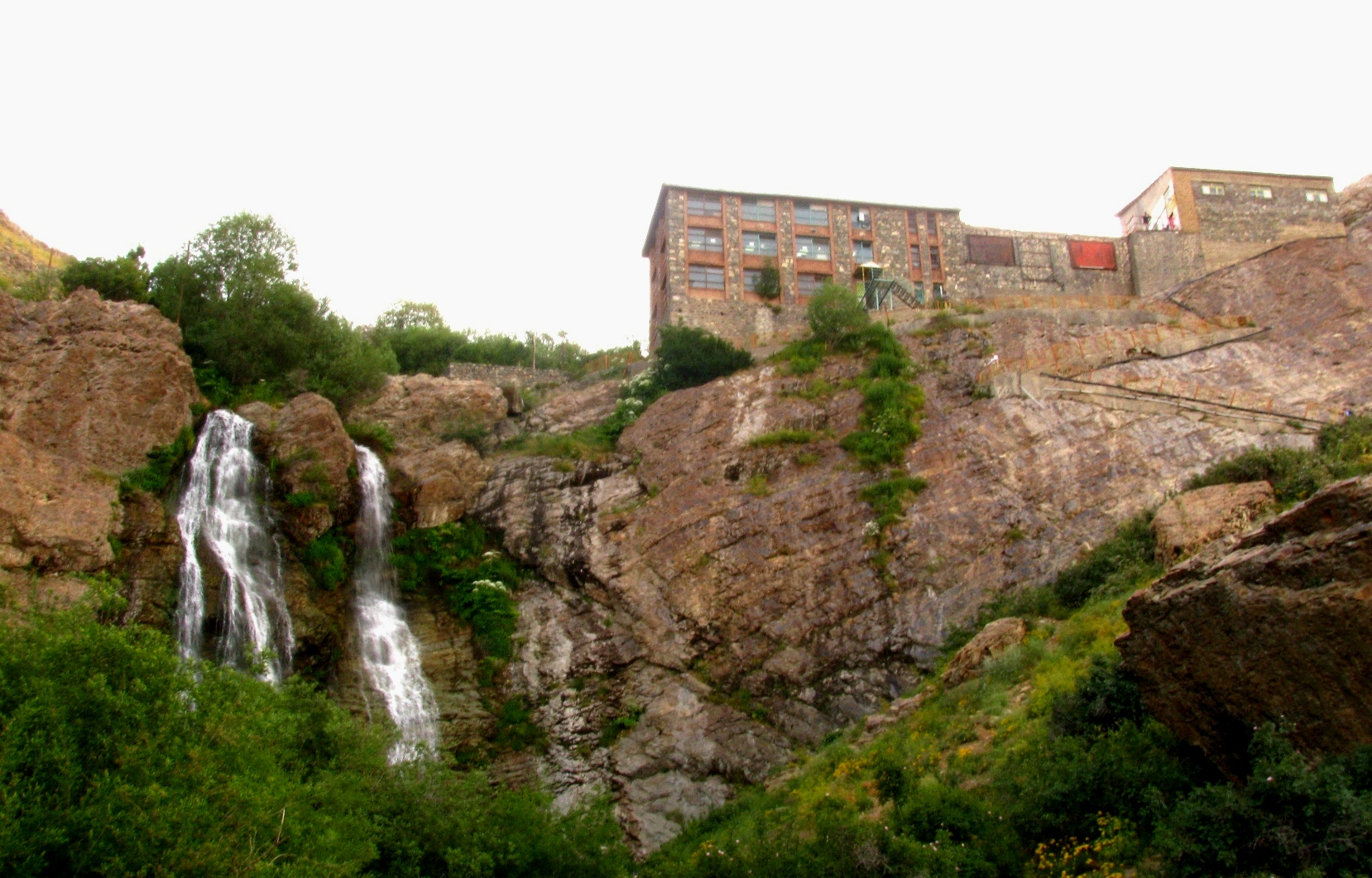
ツインウォーターフォールとシルパラシェルター

- ツインウォーターフォールとシルパラシェルター

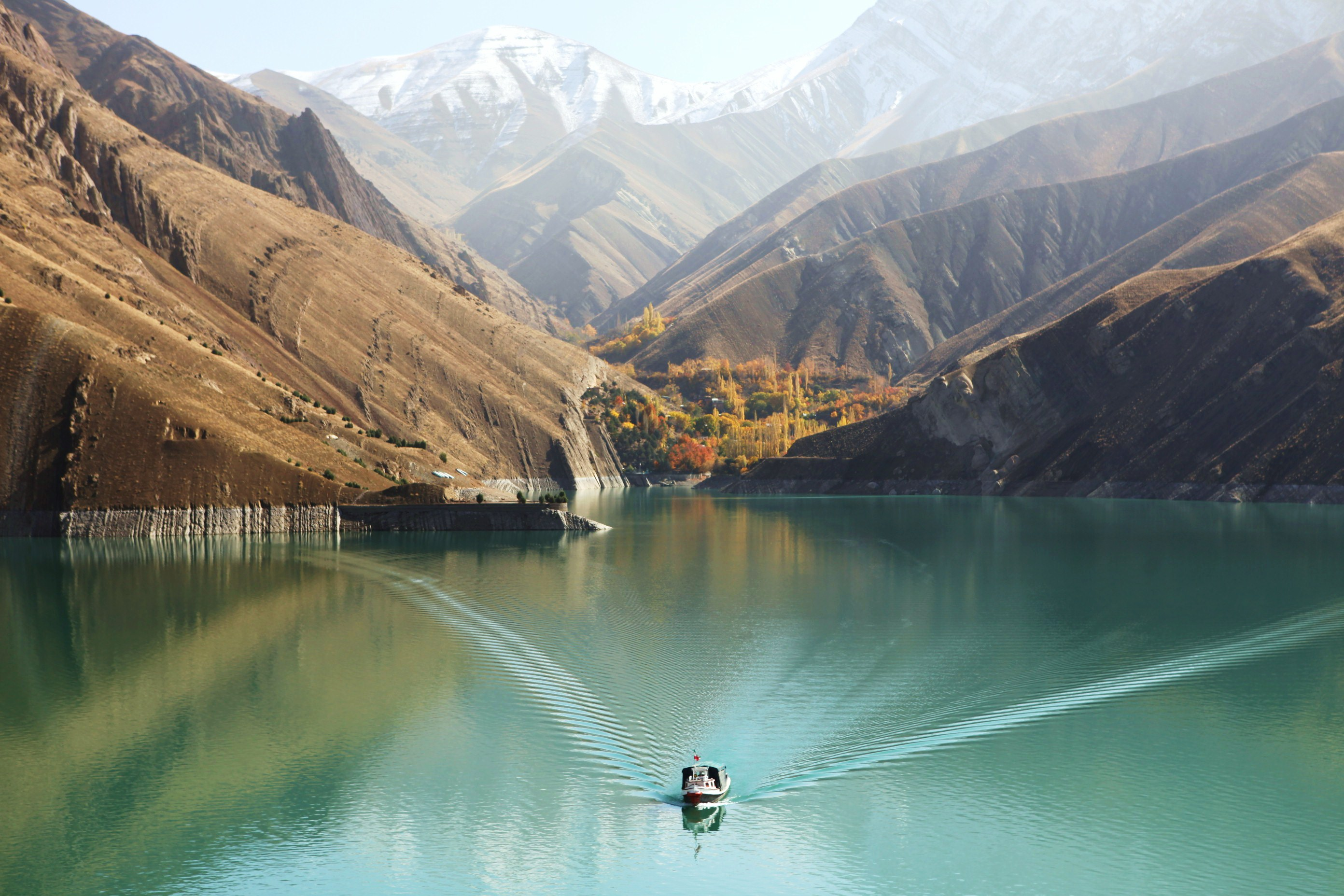
カラジダム湖とバリアンの村

- バージジャハン滝
- シェカラブ滝
- トーチャールのテレキャビン
- チットガー湖
- アザディ湖（ fa ）
- タール湖（ ru ）
- カラジダム湖

- ラティアンダム湖
- ラーダム湖
- マムルーダム湖
- ルーダフシャン洞窟
- ブルニク洞窟（ de ）
- ダーバンド
- ダラバード
- ダラケ
- ファラフザード（ fa ） （ fa ）

### 公園
- 都市公園

- ジャムシディエ公園
- ゲイタリーパーク
- ナイアバラン公園
- インペリアルパーク（メラトパーク）

- ファラパーク（ラレパーク） （ fa ）

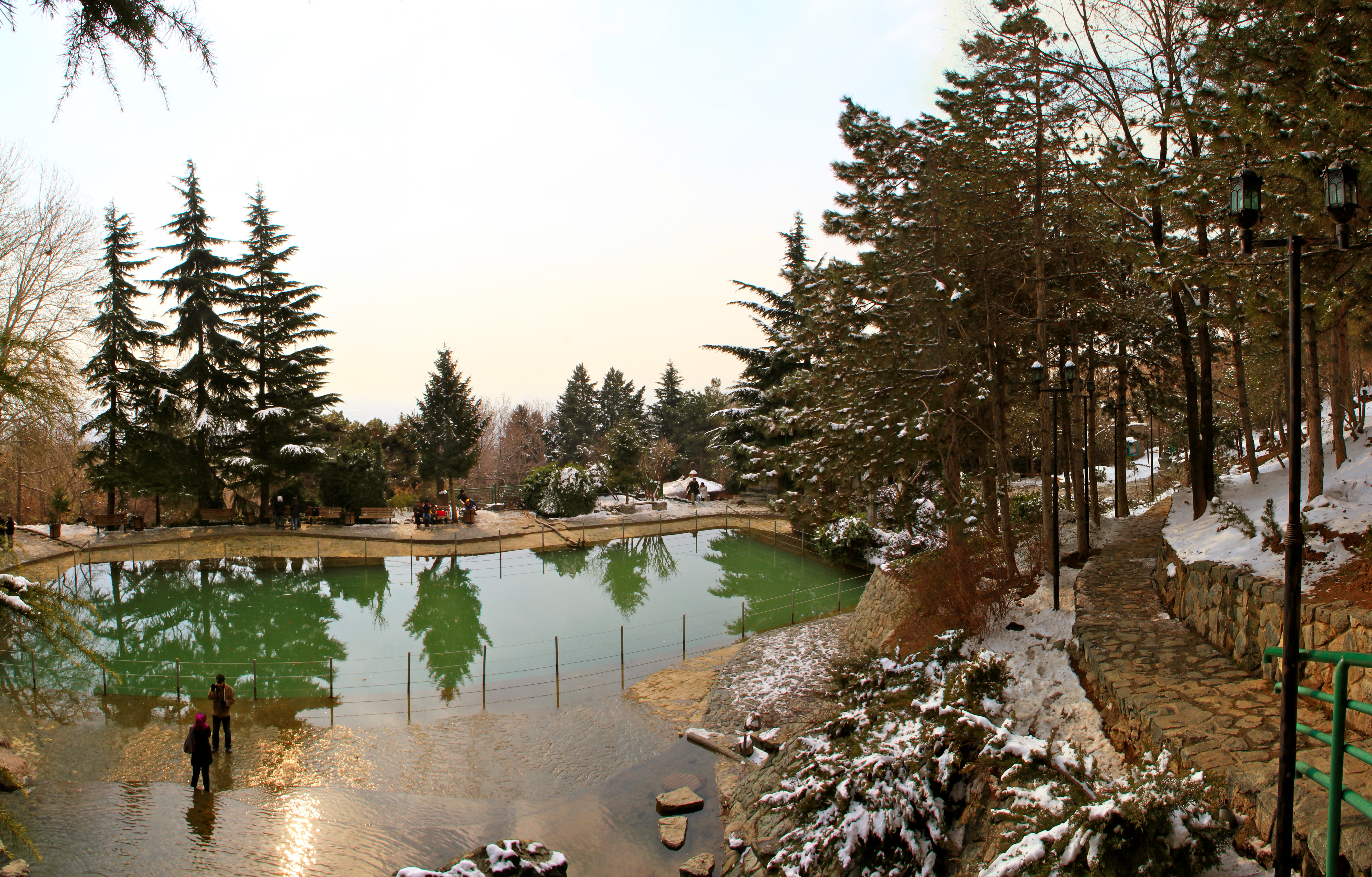
ジャムシディエ公園

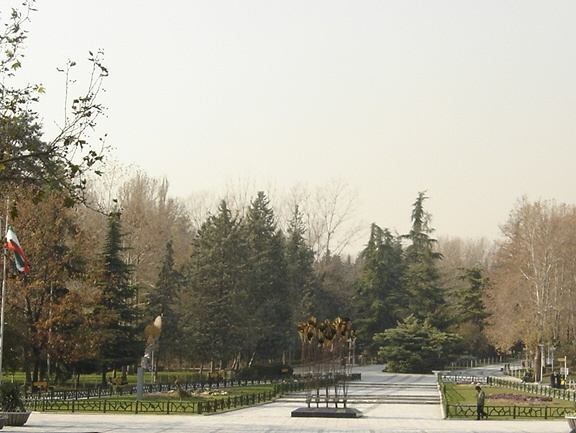
メラットパーク

- パーレビ国王パーク（Daneshjoo公園）
- アボアタッシュパーク
- パルディザンパーク
- エラムアミューズメントパーク
- アザデガンウォーターパーク
- ソルケヘザール国立公園
- ラビザンフォレストパーク
- チトガル公園
- クサール公園
- イラン国立植物園
- テヘラン動物園
- テヘランバードガーデン（ fa ）

### 庭園

テヘランの鳥の庭

- Baqe Irani [イラン庭園]
- Nahjolbalaqeガーデン
- イランの騎士道庭園
- ベラヤットガーデン
- ピシュバジャングルガーデン
- トゥースカジャングルガーデン
- タレカニジャングルガーデン
- ヴェルダバードジャングルガーデン
- ヤスジャングルガーデン

## 近代の建築物
- プラスコ・ビルディング（崩壊）
- セファータワー
- ASPタワー
- テヘラン国際タワー
- Borj-e Sefid
- テヘラン大学イラン国立銀行支部
- ロイヤルテヘランヒルトン
- ハイアットクラウンテヘラン

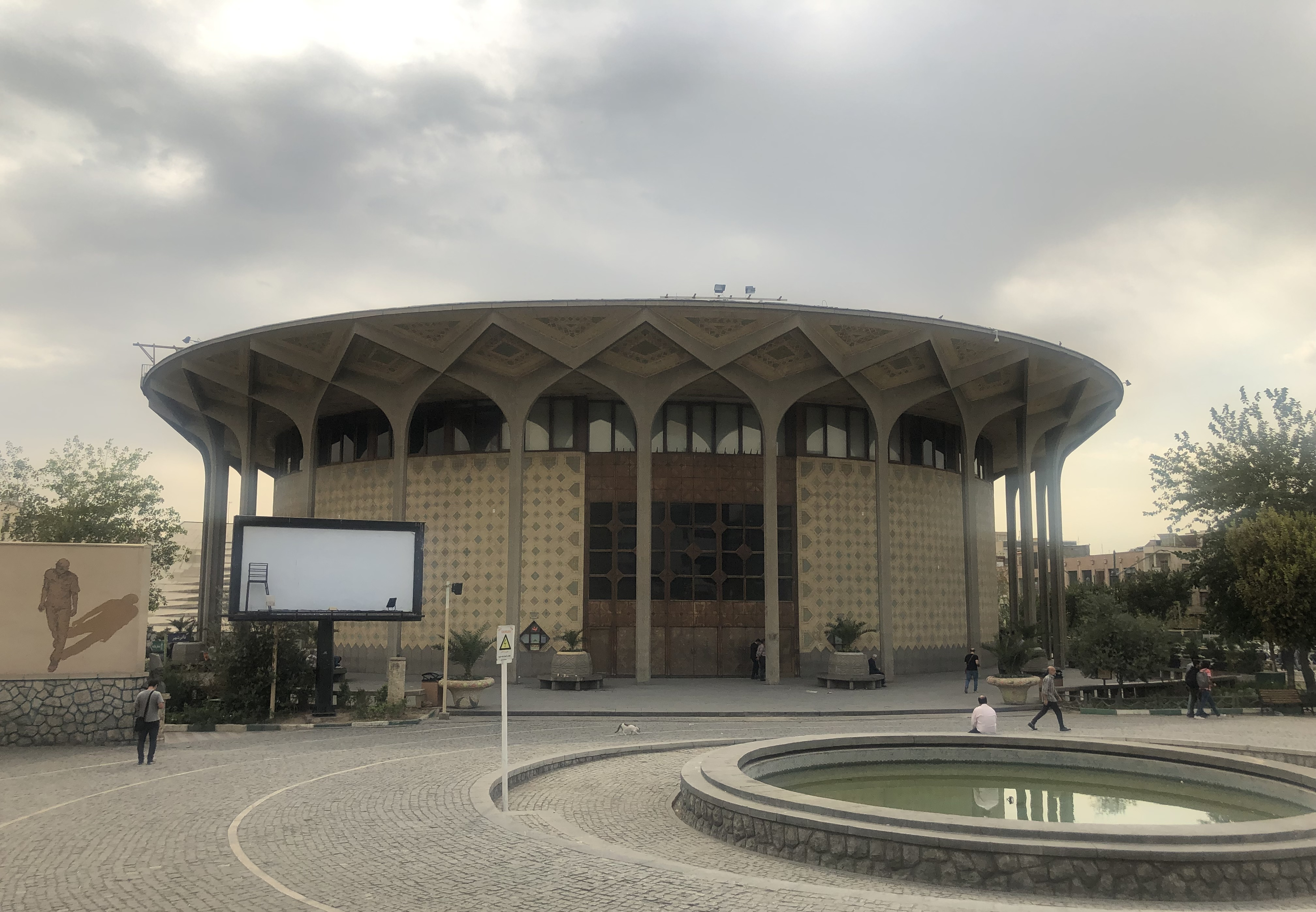
テヘラン市立劇場

- Fereshteh Pasargad Hotel

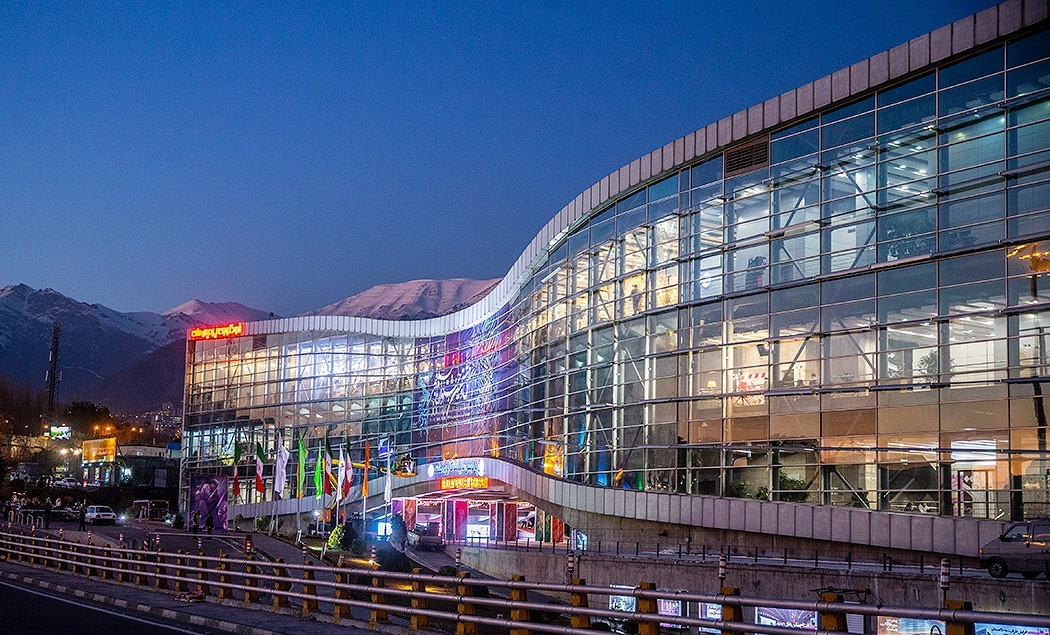
メラットシネマコンプレックス

- セントラルバンクタワー
- テヘラン証券取引所
- インペリアルメディカルセンター
- ミラッド病院
- ルーダキホール
- シティシアター
- ラジオシティシネマ
- メラットシネマコンプレックス（ fa ）

- アザディシネマコンプレックス
- ファーハンシネマ
- Soroushシネマ
- バーマン文化センター
- 内務省

## スポーツ会場
- Amjadiehスタジアム

- アザディ・スポーツコンプレックス
  - アザディ・スタジアム
  - アザディインドアスタジアム
  - アザディベロドローム
  - アザディバスケットボールホール
  - アザディバレーボールホール
  - イラン国立サッカーキャンプ

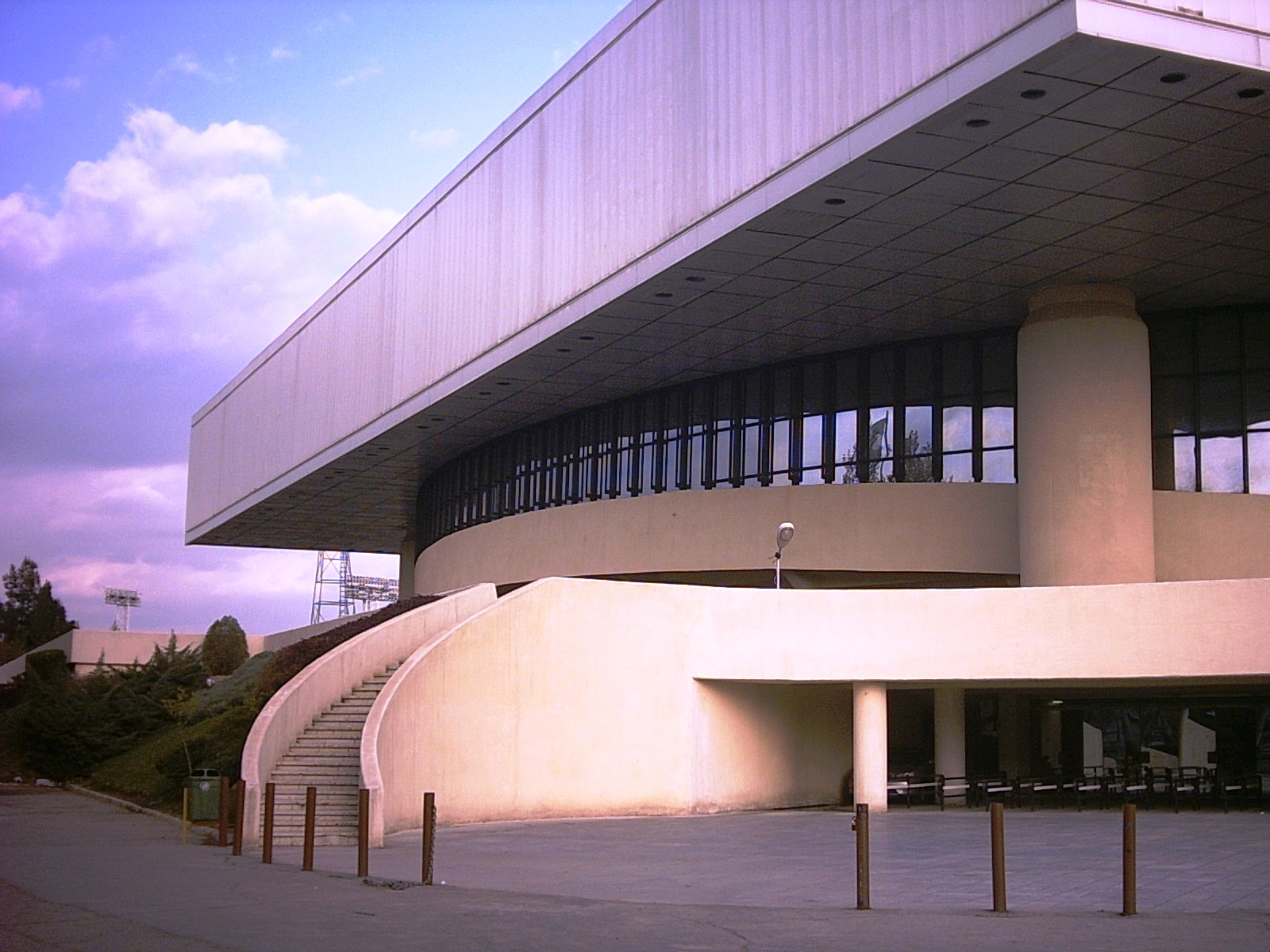
アザディインドアスタジアム

- インペリアルクラブコンプレックス（エンケラブスポーツコンプレックス）
- ショハーダ　ティール月7日スタジアム
- ファラースタジアム（タクティスタジアム）
- アララトスタジアム

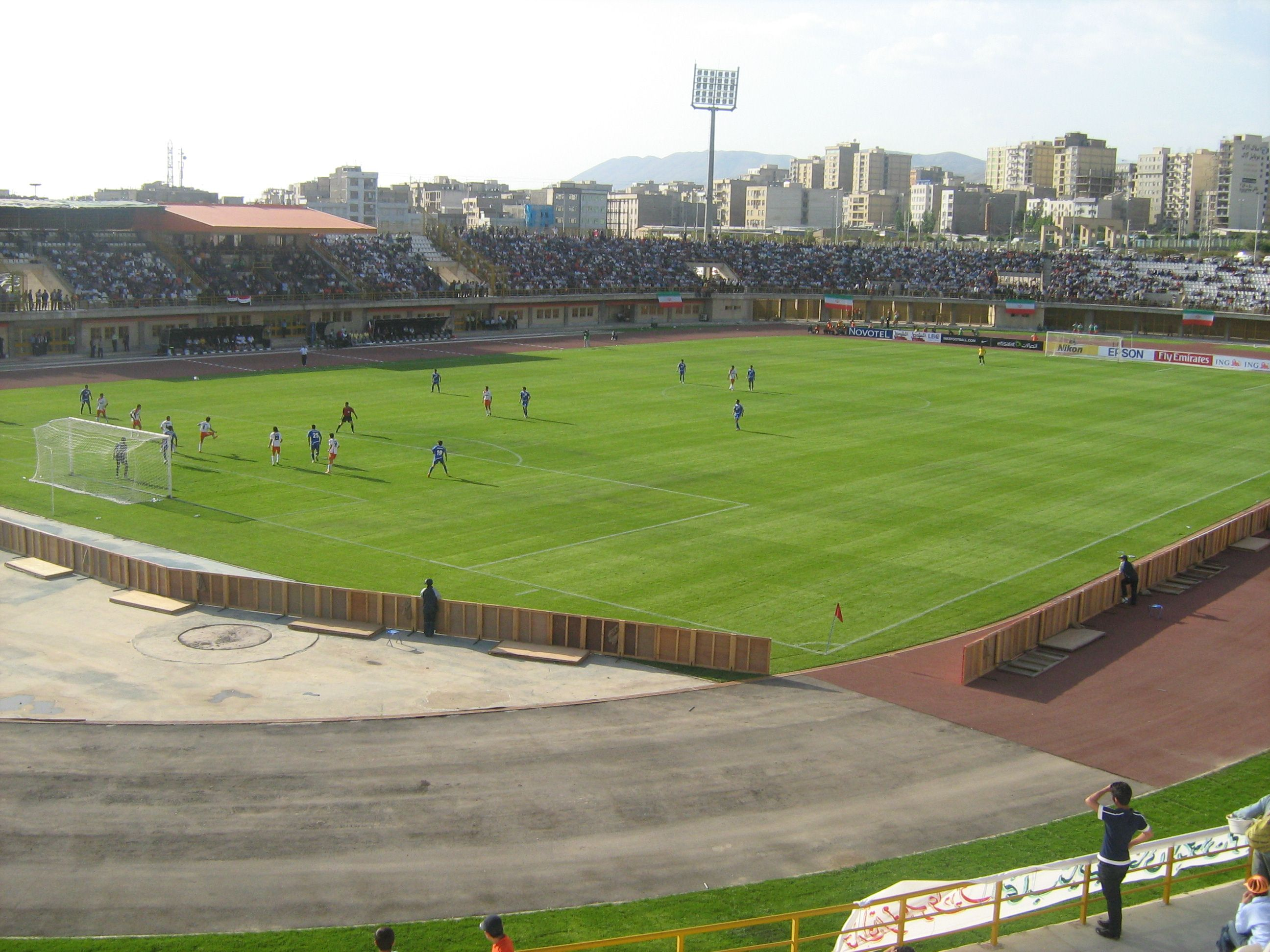
キャラジのエンゲラーブスタジアム

- ペルセポリススタジアム（カーセミースタジアム）
- タージスタジアム（エマームレザースタジアム）
- シャヒード・ダストゲルディ・スタジアム
- エクバタンスタジアム（ラーフ・アーハン・スタジアム）
- カレガランスタジアム
- ジャンナタバードスタジアム（デラフシファースタジアム）
- イランホドロスタジアム
- アザディエスタジアム
- カレハッサンカーンスタジアム
- ロバートカリームスタジアム（デラクシャンスタジアム）

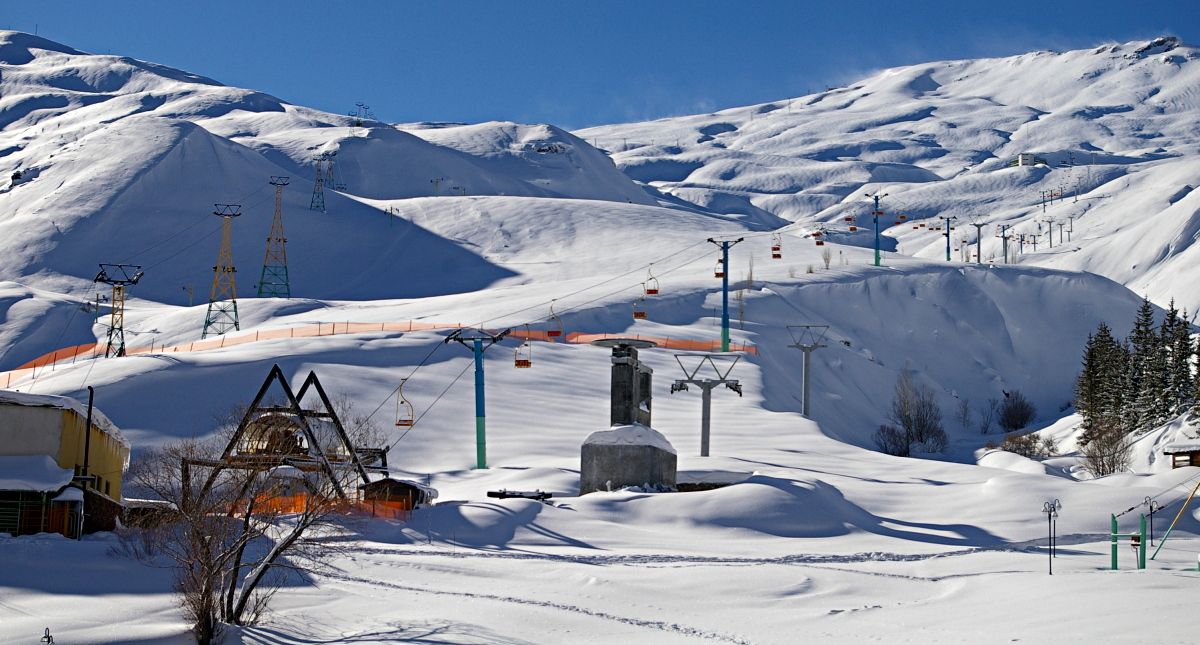
ディジンスキーリゾート

- エンガラブスタジアム
- テヘランハウスオブバレーボール

- ティール月7日アリーナ
- アバリスキーリゾート
- ディジンスキーリゾート
- シェムシャクスキーリゾート
- トチャルスキーリゾート
- ダーバンダースキーリゾート

## ショッピングセンター

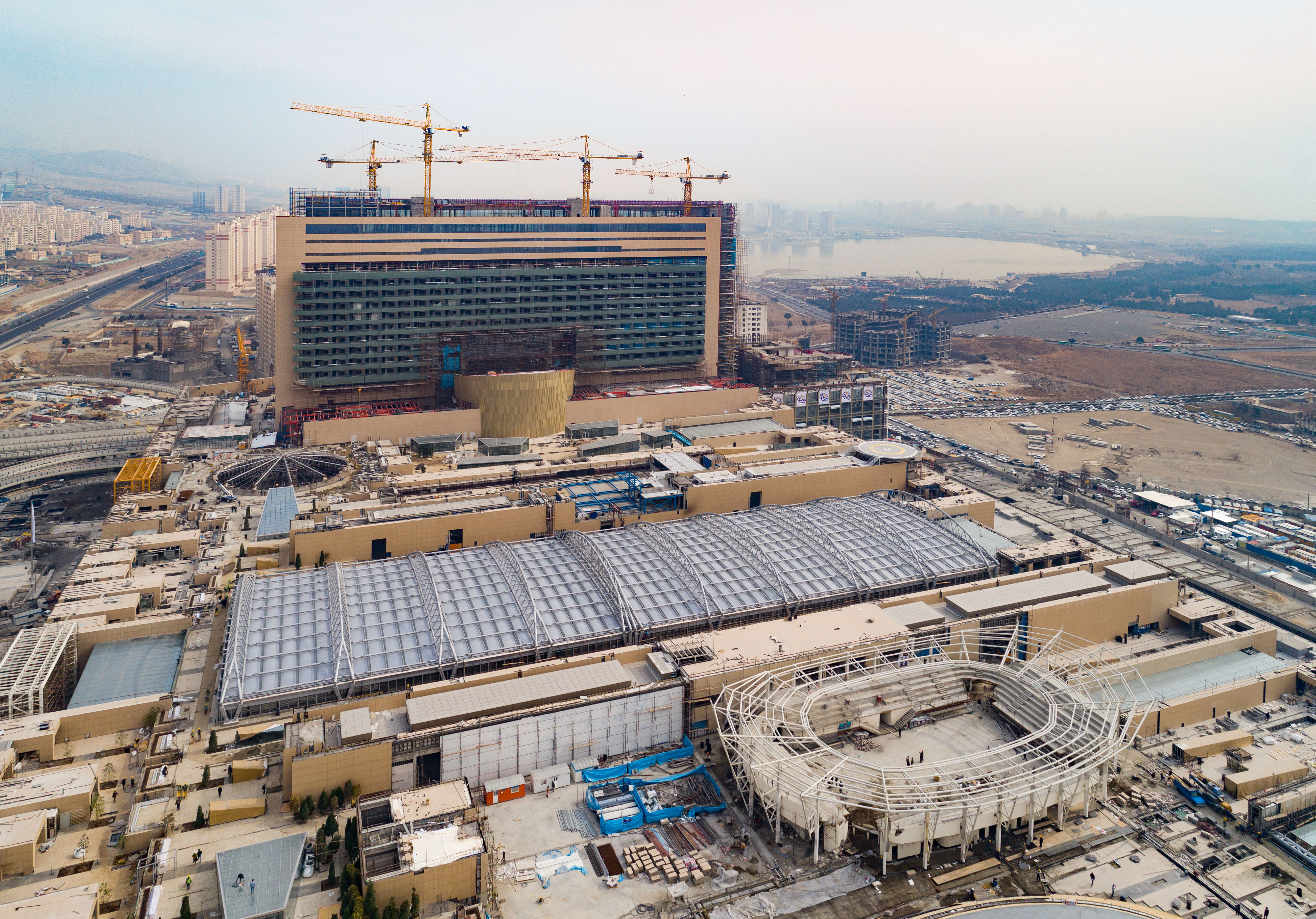
イランモール

- イランモール